# Réseau de bus Provinois - Brie et Seine

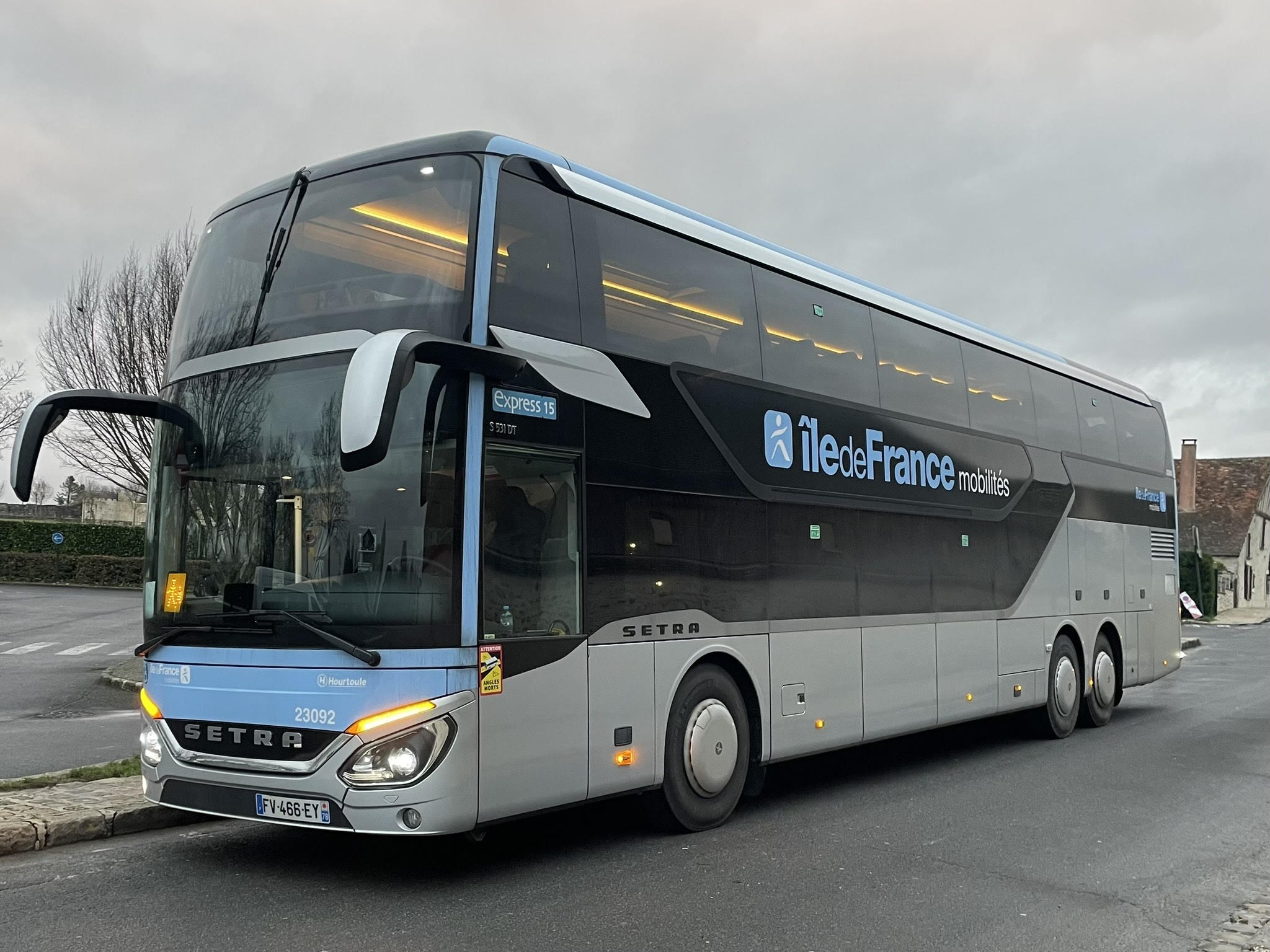
Autocar à étage du réseau Provinois - Brie et Seine à l'arrêt Ville Haute Quai 1 à Provins.

Le réseau de bus Provinois - Brie et Seine est un réseau de transports en commun par autobus et autocars circulant en Île-de-France, organisé par l'autorité organisatrice Île-de-France Mobilités et par la communauté de communes du Provinois. Il est exploité par la Compagnie française des transports régionaux (CFTR) à travers la société Francilité Grand Provinois, naissant d'un groupement de la SAVAC et des Cars Lacroix, à partir du 1er août 2023.
Il se compose de 50 lignes qui desservent principalement le bassin de vie de Provins, ainsi que de six services de transport à la demande.

## Histoire

### Ouverture à la concurrence
En raison de l'ouverture à la concurrence des transports en commun en Île-de-France, le réseau de bus Provinois - Brie et Seine est créé le 1er août 2023, correspondant au marché public numéro 14 établie par Île-de-France Mobilités. Un appel d'offres a donc été lancé par l'autorité organisatrice afin de désigner une entreprise qui exploitera le réseau pour une durée de quatre ans. C'est finalement le groupe Compagnie française des transports régionaux (CFTR) à travers la société Francilité Grand Provinois, qui a été désigné lors du conseil d'administration du 6 mars 2023.
À la date de son ouverture à la concurrence, le réseau se composait des lignes 1, 2, 3, 4A, 4B, 4C, 4D, 4E, 201, 202, 203, 204, 211, Bray 3, Bray 9 et Bray 11 des Cars Moreau, des lignes 1, 2, 3, 5, 6, 8, 10, 11, 12, 13, 14, 16, 17, 18, 46, TàD 52 et Nangibus de ProCars, de la ligne 14 de Transdev Darche Gros, des lignes 7, 47 et 50 du réseau de bus Seine-et-Marne Express et des lignes 9A, 9B, 9C, 9D, 9E et 9Sco du réseau de bus ProBus.
La mise en place du réseau s'accompagne d'une restructuration de la desserte de Provins, passant de 5 à 3 lignes, de la création de bus de soirée à Provins et à Nangis (le 28 août 2023), de la création de la ligne 3219 (Longueville-Provins), d'une réorganisation des transports à la demande et de l'application de la nouvelle numérotation régionale sauf pour les trois lignes Express (07, 47 et 50).
La correspondance entre anciens et nouveaux numéros est la suivante :
| Ancien numéro            | Nouveau numéro |
| ------------------------ | -------------- |
| 1                        | 3201           |
| 2                        | 3202           |
| 3                        | 3203           |
| 14 (Nangis-Lieusaint)    | 3204           |
| 9A                       | Supprimée      |
| 9C                       | 3207           |
| 9B                       | 3208           |
| 9D et 9E                 | 3209           |
| 10                       | 3210           |
| 11                       | 3211           |
| 12                       | 3212           |
| 13                       | 3213           |
| 14 (Villiers-Tournan)    | 3214           |
| 5                        | 3215           |
| 51 (Nangibus)            | 3216           |
| 17                       | 3217           |
| 8                        | 3218           |
|                          | 3219           |
| 4A                       | 3240           |
| 4B                       | 3241           |
| 4BD                      | 3242           |
| 4C                       | 3243           |
| 4D                       | 3244           |
| 4E                       | 3245           |
| 46-1                     | 3246           |
| 46-2                     | 3247           |
| 46-3                     | 3248           |
| 16 (Donnemarie-Dontilly) | 3249           |
| 201                      | 3250           |
| 1-1                      | 3251           |
| 5-Bray 9 et 5-Bray 11    | 3252           |
| 5 Bray 3                 | 3253           |
| 1-2                      | 3254           |
| 1-3                      | 3255           |
| 211                      | 3256           |
| 202                      | 3257           |
| 203                      | 3258           |
| 9Sco                     | 3259           |
| 204                      | 3260           |
| 6-1                      | 3261           |
| 3 (Provins-La Ferté)     | 3262           |
| Express 07, 47 et 50     | 7707,7704,7705 |

Le 3 mars 2025, les lignes Express 7, 47 et 50 changent de numéros à leur tour et deviennent respectivement 7707, 7704 et 7705,.

## Lignes du réseau

### Lignes 3201 à 3209
| Ligne | Caractéristiques | Caractéristiques                                                                                         | Caractéristiques                                                                                         | Caractéristiques                                                                                         | Caractéristiques                                                                                         | Caractéristiques                                                                                         | Caractéristiques                                                                                         | Caractéristiques                                                                                         | Caractéristiques                                                                                         |
| 3201  | Fontaine-Fourches — Place Mérot ⥋ Longueville — Gare SNCF / Provins — Gare Routière (à certaines heures) | Fontaine-Fourches — Place Mérot ⥋ Longueville — Gare SNCF / Provins — Gare Routière (à certaines heures) | Fontaine-Fourches — Place Mérot ⥋ Longueville — Gare SNCF / Provins — Gare Routière (à certaines heures) | Fontaine-Fourches — Place Mérot ⥋ Longueville — Gare SNCF / Provins — Gare Routière (à certaines heures) | Fontaine-Fourches — Place Mérot ⥋ Longueville — Gare SNCF / Provins — Gare Routière (à certaines heures) | Fontaine-Fourches — Place Mérot ⥋ Longueville — Gare SNCF / Provins — Gare Routière (à certaines heures) | Fontaine-Fourches — Place Mérot ⥋ Longueville — Gare SNCF / Provins — Gare Routière (à certaines heures) | Fontaine-Fourches — Place Mérot ⥋ Longueville — Gare SNCF / Provins — Gare Routière (à certaines heures) | Fontaine-Fourches — Place Mérot ⥋ Longueville — Gare SNCF / Provins — Gare Routière (à certaines heures) |
| ----- | --- | --- | --- | --- | --- | --- | --- | --- | --- |
| 3201  | Ouverture / Fermeture — / — | Longueur —                                                                                               | Durée 40-70 min                                                                                          | Nb. d’arrêts 24                                                                                          | Matériel —                                                                                               | Jours de fonctionnement L, Ma, Me, J, V, S                                                               | Jour / Soir / Nuit / Fêtes O / N / N / N                                                                 | Voy. / an —                                                                                              | Dépôt —                                                                                                  |
| 3201  | Desserte : - Villes et lieux desservis : Fontaine-Fourches, Villuis, Baby, Villenauxe-la-Petite, Jaulnes, Bray-sur-Seine, Mouy-sur-Seine, Les Ormes-sur-Voulzie, Everly, Chalmaison, Longueville et Provins - Gares desservies : Longueville, Champbenoist - Poigny et Provins | | | | | | | | |
| 3201  | Autre : - Zone traversée : 5 - Arrêts non accessibles aux UFR : — - Amplitudes horaires : La ligne fonctionne du lundi au vendredi de 5 h 10 à 21 h et le samedi de 8 h 5 à 19 h 35. - Particularités : - Les arrêts Baby — Bas et Briotte sont desservis à certaines heures ; - La ligne dessert la ville haute de Provins à certains services pour la desserte des établissements scolaires. - Date de dernière mise à jour : 8 juillet 2023. | | | | | | | | |
| 3201  | Dernière actualisation : — | | | | | | | | |
| 3202  | Fontaine-Fourches — Place Mérot ⥋ Montereau — Gare SNCF | Fontaine-Fourches — Place Mérot ⥋ Montereau — Gare SNCF                                                  | Fontaine-Fourches — Place Mérot ⥋ Montereau — Gare SNCF                                                  | Fontaine-Fourches — Place Mérot ⥋ Montereau — Gare SNCF                                                  | Fontaine-Fourches — Place Mérot ⥋ Montereau — Gare SNCF                                                  | Fontaine-Fourches — Place Mérot ⥋ Montereau — Gare SNCF                                                  | Fontaine-Fourches — Place Mérot ⥋ Montereau — Gare SNCF                                                  | Fontaine-Fourches — Place Mérot ⥋ Montereau — Gare SNCF                                                  | Fontaine-Fourches — Place Mérot ⥋ Montereau — Gare SNCF                                                  |
| 3202  | Ouverture / Fermeture — / — | Longueur —                                                                                               | Durée 40-75 min                                                                                          | Nb. d’arrêts 26                                                                                          | Matériel —                                                                                               | Jours de fonctionnement L, Ma, Me, J, V, S                                                               | Jour / Soir / Nuit / Fêtes O / N / N / N                                                                 | Voy. / an —                                                                                              | Dépôt —                                                                                                  |
| 3202  | Desserte : - Villes et lieux desservis : Fontaine-Fourches, Villuis, Baby, Villenauxe-la-Petite, Compigny, Montigny-le-Guesdier, Bray-sur-Seine, Mousseaux-lès-Bray, Bazoches, Balloy, Gravon, La Tombe, Marolles-sur-Seine et Montereau-Fault-Yonne - Gare desservie : Montereau | | | | | | | | |
| 3202  | Autre : - Zone traversée : 5 - Arrêts non accessibles aux UFR : — - Amplitudes horaires : La ligne fonctionne du lundi au vendredi de 4 h 40 à 21 h 20 et le samedi de 6 h 55 à 20 h. - Particularités : - Il existe des services entre Le Borne Blanche et Montereau — Gare SNCF ; - L'arrêt Collège est desservi aux heures d'entrée et de sortie de l'établissement. - Date de dernière mise à jour : 8 juillet 2023. | | | | | | | | |
| 3202  | Dernière actualisation : — | | | | | | | | |
| 3203  | Noyen — 4 Chemins ⥋ Longueville — Gare SNCF | Noyen — 4 Chemins ⥋ Longueville — Gare SNCF                                                              | Noyen — 4 Chemins ⥋ Longueville — Gare SNCF                                                              | Noyen — 4 Chemins ⥋ Longueville — Gare SNCF                                                              | Noyen — 4 Chemins ⥋ Longueville — Gare SNCF                                                              | Noyen — 4 Chemins ⥋ Longueville — Gare SNCF                                                              | Noyen — 4 Chemins ⥋ Longueville — Gare SNCF                                                              | Noyen — 4 Chemins ⥋ Longueville — Gare SNCF                                                              | Noyen — 4 Chemins ⥋ Longueville — Gare SNCF                                                              |
| 3203  | Ouverture / Fermeture — / — | Longueur —                                                                                               | Durée 30-45 min                                                                                          | Nb. d’arrêts 16                                                                                          | Matériel —                                                                                               | Jours de fonctionnement L, Ma, Me, J, V, S                                                               | Jour / Soir / Nuit / Fêtes O / N / N / N                                                                 | Voy. / an —                                                                                              | Dépôt —                                                                                                  |
| 3203  | Desserte : - Villes et lieux desservis : Fontaine-Fourches, Noyen-sur-Seine, Villiers-sur-Seine, Hermé, Gouaix, Soisy-Bouy et Longueville - Gare desservie : Longueville | | | | | | | | |
| 3203  | Autre : - Zone traversée : 5 - Arrêts non accessibles aux UFR : — - Amplitudes horaires : La ligne fonctionne du lundi au vendredi de 5 h 10 à 20 h 35 et le samedi de 8 h 10 à 19 h 35. - Particularités : - L'arrêt Puits Godier est desservi à certaines heures ; - Les arrêts Place Mérot et Mairie sont desservis le matin en période scolaire en direction de Longueville à raison d'un passage et le soir dans le sens inverse à raison d'un passage. - Date de dernière mise à jour : 8 juillet 2023. | | | | | | | | |
| 3203  | Dernière actualisation : — | | | | | | | | |
| 3204  | Nangis - Collège Barthélémy ⥋ Lieusaint - Gare RER | Nangis - Collège Barthélémy ⥋ Lieusaint - Gare RER                                                       | Nangis - Collège Barthélémy ⥋ Lieusaint - Gare RER                                                       | Nangis - Collège Barthélémy ⥋ Lieusaint - Gare RER                                                       | Nangis - Collège Barthélémy ⥋ Lieusaint - Gare RER                                                       | Nangis - Collège Barthélémy ⥋ Lieusaint - Gare RER                                                       | Nangis - Collège Barthélémy ⥋ Lieusaint - Gare RER                                                       | Nangis - Collège Barthélémy ⥋ Lieusaint - Gare RER                                                       | Nangis - Collège Barthélémy ⥋ Lieusaint - Gare RER                                                       |
| 3204  | Ouverture / Fermeture — / — | Longueur —                                                                                               | Durée 60 à 65 min                                                                                        | Nb. d’arrêts 15                                                                                          | Matériel —                                                                                               | Jours de fonctionnement L, Ma, Me, J, V                                                                  | Jour / Soir / Nuit / Fêtes O / N / N / N                                                                 | Voy. / an —                                                                                              | Dépôt —                                                                                                  |
| 3204  | Desserte : - Villes et lieux desservis : Nangis, Grandpuits-Bailly-Carrois, Mormant, Aubepierre-Ozouer-le-Repos, Beauvoir, Chaumes-en-Brie, Verneuil-l'Étang, Guignes, Lieusaint. - Gares desservies : Mormant, Lieusaint - Moissy. | | | | | | | | |
| 3204  | Autre : - Zone traversée : 5. - Arrêts non accessibles aux UFR : — - Amplitudes horaires : La ligne fonctionne du lundi au vendredi de 5 h 35 à 7 h 25 puis de 18 h 10 à 19 h 55. - Date de dernière mise à jour : 8 juillet 2023. | | | | | | | | |
| 3204  | Dernière actualisation : — | | | | | | | | |
| 3207  | Provins - Ville Haute ⥋ Poigny - Centre | Provins - Ville Haute ⥋ Poigny - Centre                                                                  | Provins - Ville Haute ⥋ Poigny - Centre                                                                  | Provins - Ville Haute ⥋ Poigny - Centre                                                                  | Provins - Ville Haute ⥋ Poigny - Centre                                                                  | Provins - Ville Haute ⥋ Poigny - Centre                                                                  | Provins - Ville Haute ⥋ Poigny - Centre                                                                  | Provins - Ville Haute ⥋ Poigny - Centre                                                                  | Provins - Ville Haute ⥋ Poigny - Centre                                                                  |
| 3207  | Ouverture / Fermeture 2023 / — | Longueur —                                                                                               | Durée 29 min                                                                                             | Nb. d’arrêts 18                                                                                          | Matériel Iveco Daily                                                                                     | Jours de fonctionnement L, Ma, Me, J, V, S                                                               | Jour / Soir / Nuit / Fêtes O / N / N / N                                                                 | Voy. / an —                                                                                              | Dépôt Provins                                                                                            |
| 3207  | Desserte : - Villes et lieux desservis : Provins (collégiale Saint-Quiriace, rue Saint-Thibault, tour César, les souterrains, Grange-aux-Dîmes, Caveau du Saint-Esprit) - Gare desservie : Provins | | | | | | | | |
| 3207  | Autre : - Zone traversée : 5 - Arrêts non accessibles aux UFR : à compléter. - Amplitudes horaires : La ligne fonctionne du lundi au samedi de 5 h 50 à 20 h 35 environ. - Service scolaire : Du lundi au vendredi en période scolaire, un service relie l'arrêt Maximilien Michelin à l'arrêt Ville-Haute / Office du Tourisme. - Date de dernière mise à jour : 27 novembre 2023. | | | | | | | | |
| 3207  | Dernière actualisation : — | | | | | | | | |
| 3208  | Provins - Marcel Mougenot ⥋ Poigny - Gare de Champbenoist - Poigny | Provins - Marcel Mougenot ⥋ Poigny - Gare de Champbenoist - Poigny                                       | Provins - Marcel Mougenot ⥋ Poigny - Gare de Champbenoist - Poigny                                       | Provins - Marcel Mougenot ⥋ Poigny - Gare de Champbenoist - Poigny                                       | Provins - Marcel Mougenot ⥋ Poigny - Gare de Champbenoist - Poigny                                       | Provins - Marcel Mougenot ⥋ Poigny - Gare de Champbenoist - Poigny                                       | Provins - Marcel Mougenot ⥋ Poigny - Gare de Champbenoist - Poigny                                       | Provins - Marcel Mougenot ⥋ Poigny - Gare de Champbenoist - Poigny                                       | Provins - Marcel Mougenot ⥋ Poigny - Gare de Champbenoist - Poigny                                       |
| 3208  | Ouverture / Fermeture 2023 / — | Longueur —                                                                                               | Durée 21 min                                                                                             | Nb. d’arrêts 18                                                                                          | Matériel Inconnu                                                                                         | Jours de fonctionnement L, Ma, Me, J, V, S                                                               | Jour / Soir / Nuit / Fêtes O / N / N / N                                                                 | Voy. / an —                                                                                              | Dépôt Provins                                                                                            |
| 3208  | Desserte : - Villes et lieux desservis : Provins (quartier des Coudoux, quartier administratif, centre-ville, église Saint-Ayoul, couvent des Cordelières, église Sainte-Croix) - Gare desservie : Provins, Champbenoist - Poigny | | | | | | | | |
| 3208  | Autre : - Zone traversée : 5 - Arrêts non accessibles aux UFR : à compléter. - Amplitudes horaires : La ligne fonctionne du lundi au samedi de 6 h 0 à 20 h 30 environ. - Service du samedi : Le tracé est modifié le samedi matin, en raison du marché se situant au centre-ville avec comme arrêt de report Désiré Laurent. - Date de dernière mise à jour : 27 novembre 2023. | | | | | | | | |
| 3208  | Dernière actualisation : — | | | | | | | | |
| 3209  | Saint Brice - Lotissement ⥋ Ville-Haute / Office du Tourisme via Place du Châtel | Saint Brice - Lotissement ⥋ Ville-Haute / Office du Tourisme via Place du Châtel                         | Saint Brice - Lotissement ⥋ Ville-Haute / Office du Tourisme via Place du Châtel                         | Saint Brice - Lotissement ⥋ Ville-Haute / Office du Tourisme via Place du Châtel                         | Saint Brice - Lotissement ⥋ Ville-Haute / Office du Tourisme via Place du Châtel                         | Saint Brice - Lotissement ⥋ Ville-Haute / Office du Tourisme via Place du Châtel                         | Saint Brice - Lotissement ⥋ Ville-Haute / Office du Tourisme via Place du Châtel                         | Saint Brice - Lotissement ⥋ Ville-Haute / Office du Tourisme via Place du Châtel                         | Saint Brice - Lotissement ⥋ Ville-Haute / Office du Tourisme via Place du Châtel                         |
| 3209  | Ouverture / Fermeture 2023 / — | Longueur —                                                                                               | Durée 29 min                                                                                             | Nb. d’arrêts 16                                                                                          | Matériel Indicar Mobi                                                                                    | Jours de fonctionnement L, Ma, Me, J, V, S                                                               | Jour / Soir / Nuit / Fêtes O / N / N / N                                                                 | Voy. / an —                                                                                              | Dépôt Provins                                                                                            |
| 3209  | Desserte : - Villes et lieux desservis : Provins (collégiale Saint-Quiriace, rue Saint-Thibault, tour César, les souterrains, Grange-aux-Dîmes, Caveau du Saint-Esprit), Saint-Brice - Gare desservie : Provins | | | | | | | | |
| 3209  | Autre : - Zone traversée : 5 - Arrêts non accessibles aux UFR : à compléter. - Amplitudes horaires : La ligne, à vocation principalement touristique, fonctionne du lundi au samedi de 5 h 55 à 20 h 35 environ. - Service à la demande : Entre 9 h et 16 h 30, la ligne ne fonctionne que sur réservation à la demande. Ce n'est que le matin et le soir, que la ligne fonctionne normalement. - Histoire : Avant 2005, il n'y avait que la ligne C pour desservir la ville haute, mais cette dernière était facilement dépassée par la demande. Pour désengorger la ligne, la ligne D a été créée et sert depuis de complément à la ligne C. Depuis le 1er août 2023, les lignes D et E sont fusionnées pour former la ligne 3209. - Date de dernière mise à jour : 27 novembre 2023. | | | | | | | | |
| 3209  | Dernière actualisation : — | | | | | | | | |

### Lignes 3210 à 3219
| Ligne | Caractéristiques | Caractéristiques | Caractéristiques | Caractéristiques | Caractéristiques | Caractéristiques | Caractéristiques | Caractéristiques | Caractéristiques |
| 3210  | Égligny — Mairie ⥋ Montereau — Gare SNCF | Égligny — Mairie ⥋ Montereau — Gare SNCF                                                                                       | Égligny — Mairie ⥋ Montereau — Gare SNCF                                                                                       | Égligny — Mairie ⥋ Montereau — Gare SNCF                                                                                       | Égligny — Mairie ⥋ Montereau — Gare SNCF                                                                                       | Égligny — Mairie ⥋ Montereau — Gare SNCF                                                                                       | Égligny — Mairie ⥋ Montereau — Gare SNCF                                                                                       | Égligny — Mairie ⥋ Montereau — Gare SNCF                                                                                       | Égligny — Mairie ⥋ Montereau — Gare SNCF                                                                                       |
| ----- | --- | --- | --- | --- | --- | --- | --- | --- | --- |
| 3210  | Ouverture / Fermeture — / — | Longueur — | Durée 25-80 min | Nb. d’arrêts 20 | Matériel — | Jours de fonctionnement L, Ma, Me, J, V                                                                                        | Jour / Soir / Nuit / Fêtes O / N / N / N                                                                                       | Voy. / an — | Dépôt — |
| 3210  | Desserte : - Villes et lieux desservis : Provins, Sainte-Colombe, Longueville, Jutigny, Paroy, Luisetaines, Vimpelles, Égligny, Châtenay-sur-Seine, Courcelles-en-Bassée et Saint-Germain-Laval et Montereau-Fault-Yonne - Gares desservies : Provins et Montereau | | | | | | | | |
| 3210  | Autre : - Zone traversée : 5 - Arrêts non accessibles aux UFR : — - Amplitudes horaires : La ligne fonctionne : - en période scolaire du lundi au vendredi de 5 h 35 à 7 h 55 puis de 17 h 15 à 19 h 50 / de 12 h 20 à 19 h 50 (le mercredi uniquement) ; - du lundi au vendredi en période de vacances scolaire de 5 h 35 à 6 h puis de 19 h 25 à 19 h 50. - Date de dernière mise à jour : 8 juillet 2023.                                                             | | | | | | | | |
| 3210  | Dernière actualisation : — | | | | | | | | |
| 3211  | Melz-sur-Seine — Centre ⥋ Longueville — Gare SNCF | Melz-sur-Seine — Centre ⥋ Longueville — Gare SNCF                                                                              | Melz-sur-Seine — Centre ⥋ Longueville — Gare SNCF                                                                              | Melz-sur-Seine — Centre ⥋ Longueville — Gare SNCF                                                                              | Melz-sur-Seine — Centre ⥋ Longueville — Gare SNCF                                                                              | Melz-sur-Seine — Centre ⥋ Longueville — Gare SNCF                                                                              | Melz-sur-Seine — Centre ⥋ Longueville — Gare SNCF                                                                              | Melz-sur-Seine — Centre ⥋ Longueville — Gare SNCF                                                                              | Melz-sur-Seine — Centre ⥋ Longueville — Gare SNCF                                                                              |
| 3211  | Ouverture / Fermeture — / — | Longueur — | Durée 15-80 min | Nb. d’arrêts 24 | Matériel — | Jours de fonctionnement L, Ma, Me, J, V                                                                                        | Jour / Soir / Nuit / Fêtes O / N / N / N                                                                                       | Voy. / an — | Dépôt — |
| 3211  | Desserte : - Villes et lieux desservis : Nogent-sur-Seine, Gouaix, Melz-sur-Seine, Hermé, Noyen-sur-Seine, Sourdun, Chalautre-la-Petite, Soisy-Bouy, Longueville et Provins - Gares desservies : Longueville et Provins | | | | | | | | |
| 3211  | Autre : - Zones traversées : 5 et hors zone tarifaire - Arrêts non accessibles aux UFR : — - Amplitudes horaires : La ligne fonctionne : - en période scolaire du lundi au vendredi de 5 h 45 à 8 h 20 puis de 16 h 20 à 19 h 15 / de 12 h 45 à 19 h 15 (le mercredi uniquement) ; - du lundi au vendredi en période de vacances scolaire de 5 h 45 à 7 h 20 puis de 17 h 50 à 19 h 15. - Date de dernière mise à jour : 8 juillet 2023.                                 | | | | | | | | |
| 3211  | Dernière actualisation : — | | | | | | | | |
| 3212  | Provins — Gare SNCF ⥋ Sourdun — Quartier de Lattre | Provins — Gare SNCF ⥋ Sourdun — Quartier de Lattre                                                                             | Provins — Gare SNCF ⥋ Sourdun — Quartier de Lattre                                                                             | Provins — Gare SNCF ⥋ Sourdun — Quartier de Lattre                                                                             | Provins — Gare SNCF ⥋ Sourdun — Quartier de Lattre                                                                             | Provins — Gare SNCF ⥋ Sourdun — Quartier de Lattre                                                                             | Provins — Gare SNCF ⥋ Sourdun — Quartier de Lattre                                                                             | Provins — Gare SNCF ⥋ Sourdun — Quartier de Lattre                                                                             | Provins — Gare SNCF ⥋ Sourdun — Quartier de Lattre                                                                             |
| 3212  | Ouverture / Fermeture — / — | Longueur — | Durée 15 min | Nb. d’arrêts 3 | Matériel — | Jours de fonctionnement L, Ma, Me, J, V                                                                                        | Jour / Soir / Nuit / Fêtes O / N / N / N                                                                                       | Voy. / an — | Dépôt — |
| 3212  | Desserte : - Villes et lieux desservis : Provins et Sourdun - Gare desservie : Provins | | | | | | | | |
| 3212  | Autre : - Zone traversée : 5 - Arrêts non accessibles aux UFR : — - Amplitudes horaires : La ligne fonctionne du lundi au vendredi de 6 h 40 à 19 h 45. - Date de dernière mise à jour : 8 juillet 2023. | | | | | | | | |
| 3212  | Dernière actualisation : — | | | | | | | | |
| 3213  | Bray-sur-Seine — ZI La Borne Blanche ⥋ Chessy — Gare RER | Bray-sur-Seine — ZI La Borne Blanche ⥋ Chessy — Gare RER                                                                       | Bray-sur-Seine — ZI La Borne Blanche ⥋ Chessy — Gare RER                                                                       | Bray-sur-Seine — ZI La Borne Blanche ⥋ Chessy — Gare RER                                                                       | Bray-sur-Seine — ZI La Borne Blanche ⥋ Chessy — Gare RER                                                                       | Bray-sur-Seine — ZI La Borne Blanche ⥋ Chessy — Gare RER                                                                       | Bray-sur-Seine — ZI La Borne Blanche ⥋ Chessy — Gare RER                                                                       | Bray-sur-Seine — ZI La Borne Blanche ⥋ Chessy — Gare RER                                                                       | Bray-sur-Seine — ZI La Borne Blanche ⥋ Chessy — Gare RER                                                                       |
| 3213  | Ouverture / Fermeture — / — | Longueur — | Durée 85-95 min | Nb. d’arrêts 11 | Matériel Crossway Evadys | Jours de fonctionnement L, Ma, Me, J, V                                                                                        | Jour / Soir / Nuit / Fêtes O / N / N / N                                                                                       | Voy. / an — | Dépôt Donnemarie-Dontilly |
| 3213  | Desserte : - Villes et lieux desservis : Bray-sur-Seine, Donnemarie-Dontilly, Nangis, Grandpuits-Bailly-Carrois, Rozay-en-Brie et Chessy - Gares desservies : Nangis et Marne-la-Vallée - Chessy | | | | | | | | |
| 3213  | Autre : - Zone traversée : 5 - Arrêts non accessibles aux UFR : — - Amplitudes horaires : La ligne fonctionne du lundi au vendredi de 5 h 50 à 9 h 25 puis de 15 h 45 à 19 h 55. - Date de dernière mise à jour : 15 septembre 2023. | | | | | | | | |
| 3213  | Dernière actualisation : — | | | | | | | | |
| 3214  | Villiers-Saint-Georges — Mairie ⥋ Tournan — Gare RER | Villiers-Saint-Georges — Mairie ⥋ Tournan — Gare RER                                                                           | Villiers-Saint-Georges — Mairie ⥋ Tournan — Gare RER                                                                           | Villiers-Saint-Georges — Mairie ⥋ Tournan — Gare RER                                                                           | Villiers-Saint-Georges — Mairie ⥋ Tournan — Gare RER                                                                           | Villiers-Saint-Georges — Mairie ⥋ Tournan — Gare RER                                                                           | Villiers-Saint-Georges — Mairie ⥋ Tournan — Gare RER                                                                           | Villiers-Saint-Georges — Mairie ⥋ Tournan — Gare RER                                                                           | Villiers-Saint-Georges — Mairie ⥋ Tournan — Gare RER                                                                           |
| 3214  | Ouverture / Fermeture — / — | Longueur — | Durée 50-75 min | Nb. d’arrêts 12 | Matériel — | Jours de fonctionnement L, Ma, Me, J, V                                                                                        | Jour / Soir / Nuit / Fêtes O / N / N / N                                                                                       | Voy. / an — | Dépôt — |
| 3214  | Desserte : - Villes et lieux desservis : Villiers-Saint-Georges, Montceaux-lès-Provins, Courtacon, Beton-Bazoches, Vaudoy-en-Brie, Jouy-le-Châtel, Châtres et Tournan-en-Brie - Gare desservie : Tournan | | | | | | | | |
| 3214  | Autre : - Zone traversée : 5 - Arrêts non accessibles aux UFR : — - Amplitudes horaires : La ligne fonctionne du lundi au vendredi de 4 h 35 à 21 h 50. - Date de dernière mise à jour : 8 juillet 2023. | | | | | | | | |
| 3214  | Dernière actualisation : — | | | | | | | | |
| 3215  | Chenoise — Église / Jouy-le-Châtel — Place du 19 mars 1962 ⥋ Nangis — CES Barthélémy (le matin) / Nangis — Gare SNCF (le soir) | Chenoise — Église / Jouy-le-Châtel — Place du 19 mars 1962 ⥋ Nangis — CES Barthélémy (le matin) / Nangis — Gare SNCF (le soir) | Chenoise — Église / Jouy-le-Châtel — Place du 19 mars 1962 ⥋ Nangis — CES Barthélémy (le matin) / Nangis — Gare SNCF (le soir) | Chenoise — Église / Jouy-le-Châtel — Place du 19 mars 1962 ⥋ Nangis — CES Barthélémy (le matin) / Nangis — Gare SNCF (le soir) | Chenoise — Église / Jouy-le-Châtel — Place du 19 mars 1962 ⥋ Nangis — CES Barthélémy (le matin) / Nangis — Gare SNCF (le soir) | Chenoise — Église / Jouy-le-Châtel — Place du 19 mars 1962 ⥋ Nangis — CES Barthélémy (le matin) / Nangis — Gare SNCF (le soir) | Chenoise — Église / Jouy-le-Châtel — Place du 19 mars 1962 ⥋ Nangis — CES Barthélémy (le matin) / Nangis — Gare SNCF (le soir) | Chenoise — Église / Jouy-le-Châtel — Place du 19 mars 1962 ⥋ Nangis — CES Barthélémy (le matin) / Nangis — Gare SNCF (le soir) | Chenoise — Église / Jouy-le-Châtel — Place du 19 mars 1962 ⥋ Nangis — CES Barthélémy (le matin) / Nangis — Gare SNCF (le soir) |
| 3215  | Ouverture / Fermeture — / — | Longueur — | Durée 20-55 min | Nb. d’arrêts 26 | Matériel — | Jours de fonctionnement L, Ma, Me, J, V                                                                                        | Jour / Soir / Nuit / Fêtes O / N / N / N                                                                                       | Voy. / an — | Dépôt — |
| 3215  | Desserte : - Villes et lieux desservis : Chenoise, Cucharmoy, Vieux-Champagne, Châteaubleau, Jouy-le-Châtel, Saint-Just-en-Brie, La Croix-en-Brie, Pécy, Gastins, Clos-Fontaine, Grandpuits-Bailly-Carrois et Nangis - Gare desservie : Nangis | | | | | | | | |
| 3215  | Autre : - Zone traversée : 5 - Arrêts non accessibles aux UFR : — - Amplitudes horaires : La ligne fonctionne : - du lundi au vendredi en période scolaire de 6 h à 8 h 20 puis de 17 h 15 à 19 h 50 / de 12 h 45 à 19 h 50 (le mercredi uniquement) ; - du lundi au vendredi en période de vacances scolaire de 6 h à 6 h 35 puis de 19 h 10 à 19 h 50. - Date de dernière mise à jour : 8 juillet 2023.                                                                | | | | | | | | |
| 3215  | Dernière actualisation : — | | | | | | | | |
| 3216  | Circuit urbain de Nangis | Circuit urbain de Nangis | Circuit urbain de Nangis | Circuit urbain de Nangis | Circuit urbain de Nangis | Circuit urbain de Nangis | Circuit urbain de Nangis | Circuit urbain de Nangis | Circuit urbain de Nangis |
| 3216  | Gare de Nangis ⥋ Gare de Nangis | | | | | | | | |
| 3216  | Ouverture / Fermeture 2023 / — | Longueur 8 km | Durée 25 min | Nb. d’arrêts 15 | Matériel Indicar Mobi LE | Jours de fonctionnement L, Ma, Me, J, V                                                                                        | Jour / Soir / Nuit / Fêtes O / N / N / N                                                                                       | Voy. / an — | Dépôt Nangis |
| 3216  | Desserte : - Villes et lieux desservis : Nangis : Zone Industriel, Quartier de la Mare-aux-Curés, Mairie de Nangis, Lycée H.Becquerel (à proximité), ZAC des Roches, Centre Ville. - Gare desservie : Nangis | | | | | | | | |
| 3216  | Autre : - Zone traversée : 5 - Arrêts non accessibles aux UFR : Mairie de Nangis - Amplitudes horaires : La ligne fonctionne du lundi au vendredi de 5 h 45 à 9 h 10 puis de 15 h 40 à 19 h 35 environ. - Date de dernière mise à jour : 19 septembre 2023. | | | | | | | | |
| 3216  | Dernière actualisation : — | | | | | | | | |
| 3217  | Paroy — Liberté ⥋ Longueville — Gare SNCF | Paroy — Liberté ⥋ Longueville — Gare SNCF                                                                                      | Paroy — Liberté ⥋ Longueville — Gare SNCF                                                                                      | Paroy — Liberté ⥋ Longueville — Gare SNCF                                                                                      | Paroy — Liberté ⥋ Longueville — Gare SNCF                                                                                      | Paroy — Liberté ⥋ Longueville — Gare SNCF                                                                                      | Paroy — Liberté ⥋ Longueville — Gare SNCF                                                                                      | Paroy — Liberté ⥋ Longueville — Gare SNCF                                                                                      | Paroy — Liberté ⥋ Longueville — Gare SNCF                                                                                      |
| 3217  | Ouverture / Fermeture — / — | Longueur — | Durée 10-55 min | Nb. d’arrêts 24 | Matériel — | Jours de fonctionnement L, Ma, Me, J, V                                                                                        | Jour / Soir / Nuit / Fêtes O / N / N / N                                                                                       | Voy. / an — | Dépôt — |
| 3217  | Desserte : - Villes et lieux desservis : Mons-en-Montois, Meigneux, Cessoy-en-Montois, Sognolles-en-Montois, Lizines, Paroy, Jutigny, Savins, Saint-Loup-de-Naud, Sainte-Colombe, Longueville, Poigny et Provins - Gare desservie : Longueville | | | | | | | | |
| 3217  | Autre : - Zone traversée : 5 - Arrêts non accessibles aux UFR : — - Amplitudes horaires : La ligne fonctionne : - du lundi au vendredi en période scolaire de 6 h à 8 h 20 puis de 16 h 10 à 19 h 55 / de 12 h 45 à 19 h 55 (le mercredi uniquement) ; - du lundi au vendredi en période de vacances scolaire de 6 h à 8 h 10 puis de 19 h 40 à 19 h 55. - Date de dernière mise à jour : 8 juillet 2023.                                                                | | | | | | | | |
| 3217  | Dernière actualisation : — | | | | | | | | |
| 3218  | Donnemarie-Dontilly — Haussonville ⥋ Nangis — Gare SNCF | Donnemarie-Dontilly — Haussonville ⥋ Nangis — Gare SNCF                                                                        | Donnemarie-Dontilly — Haussonville ⥋ Nangis — Gare SNCF                                                                        | Donnemarie-Dontilly — Haussonville ⥋ Nangis — Gare SNCF                                                                        | Donnemarie-Dontilly — Haussonville ⥋ Nangis — Gare SNCF                                                                        | Donnemarie-Dontilly — Haussonville ⥋ Nangis — Gare SNCF                                                                        | Donnemarie-Dontilly — Haussonville ⥋ Nangis — Gare SNCF                                                                        | Donnemarie-Dontilly — Haussonville ⥋ Nangis — Gare SNCF                                                                        | Donnemarie-Dontilly — Haussonville ⥋ Nangis — Gare SNCF                                                                        |
| 3218  | Ouverture / Fermeture — / — | Longueur — | Durée 25-45 min | Nb. d’arrêts 13 | Matériel — | Jours de fonctionnement L, Ma, Me, J, V, S                                                                                     | Jour / Soir / Nuit / Fêtes O / N / N / N                                                                                       | Voy. / an — | Dépôt — |
| 3218  | Desserte : - Villes et lieux desservis : Donnemarie-Dontilly, Montigny-Lencoup, Gurcy-le-Châtel, Villeneuve-les-Bordes et Nangis - Gare desservie : Nangis | | | | | | | | |
| 3218  | Autre : - Zone traversée : 5 - Arrêts non accessibles aux UFR : — - Amplitudes horaires : La ligne fonctionne : - en période scolaire du lundi au vendredi de 5 h 50 à 8 h 25 puis de 16 h 25 à 19 h 55 / de 12 h 55 à 19 h 55 (le mercredi uniquement) et le samedi de 7 h 10 à 7 h 55 puis de 13 h 30 à 14 h 5 ; - du lundi au vendredi en période de vacances scolaire de 5 h 50 à 7 h 55 puis de 18 h 10 à 19 h 55. - Date de dernière mise à jour : 8 juillet 2023. | | | | | | | | |
| 3218  | Dernière actualisation : — | | | | | | | | |
| 3219  | Gare de Provins ⥋ Gare de Longueville | Gare de Provins ⥋ Gare de Longueville                                                                                          | Gare de Provins ⥋ Gare de Longueville                                                                                          | Gare de Provins ⥋ Gare de Longueville                                                                                          | Gare de Provins ⥋ Gare de Longueville                                                                                          | Gare de Provins ⥋ Gare de Longueville                                                                                          | Gare de Provins ⥋ Gare de Longueville                                                                                          | Gare de Provins ⥋ Gare de Longueville                                                                                          | Gare de Provins ⥋ Gare de Longueville                                                                                          |
| 3219  | Ouverture / Fermeture — / — | Longueur — | Durée 18 min | Nb. d’arrêts 4 | Matériel — | Jours de fonctionnement L, Ma, Me, J, V, S                                                                                     | Jour / Soir / Nuit / Fêtes O / N / N / N                                                                                       | Voy. / an — | Dépôt — |
| 3219  | Desserte : - Villes et lieux desservis : Provins, Poigny, Sainte-Colombe, Longueville - Gare desservie : Provins, Champbenoist - Poigny, Sainte-Colombe-Septveilles, Longueville | | | | | | | | |
| 3219  | Autre : - Zone traversée : 5 - Arrêts non accessibles aux UFR : — - Amplitudes horaires : Une seule course est effectuée depuis la gare de Provins à 6 h 25 en direction de la gare de Longueville. Pour ce qui est de l'inverse, trois courses sont effectués à 6 h 42, 7 h 19 et 18 h 5 à partir de la gare de Longueville en direction de la gare de Provins. - Date de dernière mise à jour : 20 décembre 2023.                                                      | | | | | | | | |
| 3219  | Dernière actualisation : — | | | | | | | | |

### Lignes 3240 à 3249
| Ligne | Caractéristiques | Caractéristiques                                                                                              | Caractéristiques                                                                                              | Caractéristiques                                                                                              | Caractéristiques                                                                                              | Caractéristiques                                                                                              | Caractéristiques                                                                                              | Caractéristiques                                                                                              | Caractéristiques                                                                                              |
| 3240  | Villenauxe-la-Petite - Vernoy ⥋ Provins - Ville Haute | Villenauxe-la-Petite - Vernoy ⥋ Provins - Ville Haute                                                         | Villenauxe-la-Petite - Vernoy ⥋ Provins - Ville Haute                                                         | Villenauxe-la-Petite - Vernoy ⥋ Provins - Ville Haute                                                         | Villenauxe-la-Petite - Vernoy ⥋ Provins - Ville Haute                                                         | Villenauxe-la-Petite - Vernoy ⥋ Provins - Ville Haute                                                         | Villenauxe-la-Petite - Vernoy ⥋ Provins - Ville Haute                                                         | Villenauxe-la-Petite - Vernoy ⥋ Provins - Ville Haute                                                         | Villenauxe-la-Petite - Vernoy ⥋ Provins - Ville Haute                                                         |
| ----- | --- | --- | --- | --- | --- | --- | --- | --- | --- |
| 3240  | Ouverture / Fermeture — / — | Longueur — | Durée 67-74 min                                                                                               | Nb. d’arrêts 18                                                                                               | Matériel — | Jours de fonctionnement L, Ma, Me, J, V                                                                       | Jour / Soir / Nuit / Fêtes O / N / N / N                                                                      | Voy. / an —                                                                                                   | Dépôt — |
| 3240  | Desserte : - Villes et lieux desservis : Villenauxe-la-Petite, Passy-sur-Seine, Villuis, Baby, Montigny-le-Guesdier, Mousseaux-lès-Bray, Everly, Chalmaison, Provins. | | | | | | | | |
| 3240  | Autre : - Zone traversée : 5 - Arrêts non accessibles aux UFR : — - Amplitudes horaires : La ligne fonctionne du lundi au vendredi en période scolaire à raison d'un aller le matin vers les établissements scolaires de Provins et d'un retour le soir vers Villenauxe-la-Petite. - Particularités : Les arrêts situés sur la commune de Chalmaison et Lycée Les Pannevelles ne sont desservies que le soir. - Date de dernière mise à jour : 4 janvier 2024. | | | | | | | | |
| 3240  | Dernière actualisation : — | | | | | | | | |
| 3241  | Cimetière de Bray-sur-Seine ⥋ Provins - Lycée Les Pannevelles | Cimetière de Bray-sur-Seine ⥋ Provins - Lycée Les Pannevelles                                                 | Cimetière de Bray-sur-Seine ⥋ Provins - Lycée Les Pannevelles                                                 | Cimetière de Bray-sur-Seine ⥋ Provins - Lycée Les Pannevelles                                                 | Cimetière de Bray-sur-Seine ⥋ Provins - Lycée Les Pannevelles                                                 | Cimetière de Bray-sur-Seine ⥋ Provins - Lycée Les Pannevelles                                                 | Cimetière de Bray-sur-Seine ⥋ Provins - Lycée Les Pannevelles                                                 | Cimetière de Bray-sur-Seine ⥋ Provins - Lycée Les Pannevelles                                                 | Cimetière de Bray-sur-Seine ⥋ Provins - Lycée Les Pannevelles                                                 |
| 3241  | Ouverture / Fermeture — / — | Longueur — | Durée 55 min                                                                                                  | Nb. d’arrêts 10                                                                                               | Matériel — | Jours de fonctionnement L, Ma, Me, J, V                                                                       | Jour / Soir / Nuit / Fêtes O / N / N / N                                                                      | Voy. / an —                                                                                                   | Dépôt — |
| 3241  | Desserte : - Villes et lieux desservis : Bray-sur-Seine, Mouy-sur-Seine, Saint-Sauveur-lès-Bray, Les Ormes-sur-Voulzie, Provins. | | | | | | | | |
| 3241  | Autre : - Zone traversée : 5 - Arrêts non accessibles aux UFR : — - Amplitudes horaires : La ligne fonctionne du lundi au vendredi en période scolaire à raison d'un aller le matin vers les établissements scolaires de Provins. - Date de dernière mise à jour : 4 janvier 2024. | | | | | | | | |
| 3241  | Dernière actualisation : — | | | | | | | | |
| 3242  | Provins - Ville Haute ⥋ Mairie de La Tombe | Provins - Ville Haute ⥋ Mairie de La Tombe                                                                    | Provins - Ville Haute ⥋ Mairie de La Tombe                                                                    | Provins - Ville Haute ⥋ Mairie de La Tombe                                                                    | Provins - Ville Haute ⥋ Mairie de La Tombe                                                                    | Provins - Ville Haute ⥋ Mairie de La Tombe                                                                    | Provins - Ville Haute ⥋ Mairie de La Tombe                                                                    | Provins - Ville Haute ⥋ Mairie de La Tombe                                                                    | Provins - Ville Haute ⥋ Mairie de La Tombe                                                                    |
| 3242  | Ouverture / Fermeture — / — | Longueur — | Durée 76 min                                                                                                  | Nb. d’arrêts 16                                                                                               | Matériel — | Jours de fonctionnement L, Ma, Me, J, V                                                                       | Jour / Soir / Nuit / Fêtes O / N / N / N                                                                      | Voy. / an —                                                                                                   | Dépôt — |
| 3242  | Desserte : - Villes et lieux desservis : Provins, Les Ormes-sur-Voulzie, Saint-Sauveur-lès-Bray, Mouy-sur-Seine, Mousseaux-lès-Bray, Bray-sur-Seine, Bazoches-lès-Bray, Balloy, Gravon, La Tombe. | | | | | | | | |
| 3242  | Autre : - Zone traversée : 5 - Arrêts non accessibles aux UFR : — - Amplitudes horaires : La ligne fonctionne du lundi au vendredi en période scolaire à raison d'un unique trajet le soir vers La Tombe. - Date de dernière mise à jour : 4 janvier 2024. | | | | | | | | |
| 3242  | Dernière actualisation : — | | | | | | | | |
| 3243  | Fontaine-Fourches - Place Mérot ⥋ Provins - Ville Haute | Fontaine-Fourches - Place Mérot ⥋ Provins - Ville Haute                                                       | Fontaine-Fourches - Place Mérot ⥋ Provins - Ville Haute                                                       | Fontaine-Fourches - Place Mérot ⥋ Provins - Ville Haute                                                       | Fontaine-Fourches - Place Mérot ⥋ Provins - Ville Haute                                                       | Fontaine-Fourches - Place Mérot ⥋ Provins - Ville Haute                                                       | Fontaine-Fourches - Place Mérot ⥋ Provins - Ville Haute                                                       | Fontaine-Fourches - Place Mérot ⥋ Provins - Ville Haute                                                       | Fontaine-Fourches - Place Mérot ⥋ Provins - Ville Haute                                                       |
| 3243  | Ouverture / Fermeture — / — | Longueur — | Durée 67-69 min                                                                                               | Nb. d’arrêts 17                                                                                               | Matériel — | Jours de fonctionnement L, Ma, Me, J, V                                                                       | Jour / Soir / Nuit / Fêtes O / N / N / N                                                                      | Voy. / an —                                                                                                   | Dépôt — |
| 3243  | Desserte : - Villes et lieux desservis : Fontaine-Fourches, Villiers-sur-Seine, Noyen-sur-Seine, Grisy-sur-Seine, Jaulnes, Bray-sur-Seine, Mouy-sur-Seine, Provins. | | | | | | | | |
| 3243  | Autre : - Zone traversée : 5 - Arrêts non accessibles aux UFR : — - Amplitudes horaires : La ligne fonctionne du lundi au vendredi en période scolaire à raison d'un aller le matin vers les établissements scolaires de Provins et d'un retour le soir vers Fontaine-Fourches. - Date de dernière mise à jour : 4 janvier 2024. | | | | | | | | |
| 3243  | Dernière actualisation : — | | | | | | | | |
| 3244  | Mairie de La Tombe ⥋ Provins - Ville Haute | Mairie de La Tombe ⥋ Provins - Ville Haute                                                                    | Mairie de La Tombe ⥋ Provins - Ville Haute                                                                    | Mairie de La Tombe ⥋ Provins - Ville Haute                                                                    | Mairie de La Tombe ⥋ Provins - Ville Haute                                                                    | Mairie de La Tombe ⥋ Provins - Ville Haute                                                                    | Mairie de La Tombe ⥋ Provins - Ville Haute                                                                    | Mairie de La Tombe ⥋ Provins - Ville Haute                                                                    | Mairie de La Tombe ⥋ Provins - Ville Haute                                                                    |
| 3244  | Ouverture / Fermeture — / — | Longueur — | Durée 53 min                                                                                                  | Nb. d’arrêts 12                                                                                               | Matériel — | Jours de fonctionnement L, Ma, Me, J, V                                                                       | Jour / Soir / Nuit / Fêtes O / N / N / N                                                                      | Voy. / an —                                                                                                   | Dépôt — |
| 3244  | Desserte : - Villes et lieux desservis : La Tombe, Gravon, Balloy, Bazoches-lès-Bray, Mousseaux-lès-Bray, Chalmaison, Provins. | | | | | | | | |
| 3244  | Autre : - Zone traversée : 5 - Arrêts non accessibles aux UFR : — - Amplitudes horaires : La ligne fonctionne du lundi au vendredi en période scolaire à raison d'un aller le matin vers les établissements scolaires de Provins et d'un retour le soir vers La Tombe. - Date de dernière mise à jour : 4 janvier 2024. | | | | | | | | |
| 3244  | Dernière actualisation : — | | | | | | | | |
| 3245  | Bray-sur-Seine - La Borne Blanche ⥋ Provins - Ville Haute ⥋ Provins - Lycée Les Pannevelles | Bray-sur-Seine - La Borne Blanche ⥋ Provins - Ville Haute ⥋ Provins - Lycée Les Pannevelles                   | Bray-sur-Seine - La Borne Blanche ⥋ Provins - Ville Haute ⥋ Provins - Lycée Les Pannevelles                   | Bray-sur-Seine - La Borne Blanche ⥋ Provins - Ville Haute ⥋ Provins - Lycée Les Pannevelles                   | Bray-sur-Seine - La Borne Blanche ⥋ Provins - Ville Haute ⥋ Provins - Lycée Les Pannevelles                   | Bray-sur-Seine - La Borne Blanche ⥋ Provins - Ville Haute ⥋ Provins - Lycée Les Pannevelles                   | Bray-sur-Seine - La Borne Blanche ⥋ Provins - Ville Haute ⥋ Provins - Lycée Les Pannevelles                   | Bray-sur-Seine - La Borne Blanche ⥋ Provins - Ville Haute ⥋ Provins - Lycée Les Pannevelles                   | Bray-sur-Seine - La Borne Blanche ⥋ Provins - Ville Haute ⥋ Provins - Lycée Les Pannevelles                   |
| 3245  | Ouverture / Fermeture — / — | Longueur — | Durée 37-48 min                                                                                               | Nb. d’arrêts 12                                                                                               | Matériel — | Jours de fonctionnement L, Ma, Me, J, V                                                                       | Jour / Soir / Nuit / Fêtes O / N / N / N                                                                      | Voy. / an —                                                                                                   | Dépôt — |
| 3245  | Desserte : - Villes et lieux desservis : Bray-sur-Seine, Mouy-sur-Seine, Les Ormes-sur-Voulzie, Everly, Chalmaison, Provins. | | | | | | | | |
| 3245  | Autre : - Zone traversée : 5 - Arrêts non accessibles aux UFR : — - Amplitudes horaires : La ligne fonctionne en période scolaire à raison d'un aller le matin vers les établissements scolaires de Provins du lundi au vendredi et d'un retour à midi le mercredi de Ville Haute vers Bray-sur-Seine. - Particularités : L'arrêt Lycée Les Pannevelles est desservi uniquement le matin. - Date de dernière mise à jour : 4 janvier 2024.                     | | | | | | | | |
| 3245  | Dernière actualisation : — | | | | | | | | |
| 3246  | Nangis - Lycée Henri Becquerel ⥋ Provins — Ville Haute ou Châteaubleau - Mairie | Nangis - Lycée Henri Becquerel ⥋ Provins — Ville Haute ou Châteaubleau - Mairie                               | Nangis - Lycée Henri Becquerel ⥋ Provins — Ville Haute ou Châteaubleau - Mairie                               | Nangis - Lycée Henri Becquerel ⥋ Provins — Ville Haute ou Châteaubleau - Mairie                               | Nangis - Lycée Henri Becquerel ⥋ Provins — Ville Haute ou Châteaubleau - Mairie                               | Nangis - Lycée Henri Becquerel ⥋ Provins — Ville Haute ou Châteaubleau - Mairie                               | Nangis - Lycée Henri Becquerel ⥋ Provins — Ville Haute ou Châteaubleau - Mairie                               | Nangis - Lycée Henri Becquerel ⥋ Provins — Ville Haute ou Châteaubleau - Mairie                               | Nangis - Lycée Henri Becquerel ⥋ Provins — Ville Haute ou Châteaubleau - Mairie                               |
| 3246  | Ouverture / Fermeture 2023 / — | Longueur — | Durée 45 à 55 min                                                                                             | Nb. d’arrêts 12                                                                                               | Matériel Crossway                                                                                             | Jours de fonctionnement L, Ma, Me, J, V                                                                       | Jour / Soir / Nuit / Fêtes O / N / N / N                                                                      | Voy. / an —                                                                                                   | Dépôt — |
| 3246  | Desserte : - Villes et lieux desservis : Nangis, Rampillon, Vanvillé, Maison-Rouge, Vieux-Champagne, Châteaubleau, La Chapelle-Saint-Sulpice, Provins - Gare desservie : Aucune | | | | | | | | |
| 3246  | Autre : - Zone traversée : 5 - Arrêts non accessibles aux UFR : — - Amplitudes horaires : La ligne fonctionne du lundi au vendredi de 7 h 27 à 19 h 17. - Date de dernière mise à jour : 27 novembre 2023. | | | | | | | | |
| 3246  | Dernière actualisation : — | | | | | | | | |
| 3247  | Nangis - Lycée Henri Becquerel ⥋ Courpalay — Lavoir ou Saint-Ouen-en-Brie - Salle Polyvalente ou Fouju - Abri | Nangis - Lycée Henri Becquerel ⥋ Courpalay — Lavoir ou Saint-Ouen-en-Brie - Salle Polyvalente ou Fouju - Abri | Nangis - Lycée Henri Becquerel ⥋ Courpalay — Lavoir ou Saint-Ouen-en-Brie - Salle Polyvalente ou Fouju - Abri | Nangis - Lycée Henri Becquerel ⥋ Courpalay — Lavoir ou Saint-Ouen-en-Brie - Salle Polyvalente ou Fouju - Abri | Nangis - Lycée Henri Becquerel ⥋ Courpalay — Lavoir ou Saint-Ouen-en-Brie - Salle Polyvalente ou Fouju - Abri | Nangis - Lycée Henri Becquerel ⥋ Courpalay — Lavoir ou Saint-Ouen-en-Brie - Salle Polyvalente ou Fouju - Abri | Nangis - Lycée Henri Becquerel ⥋ Courpalay — Lavoir ou Saint-Ouen-en-Brie - Salle Polyvalente ou Fouju - Abri | Nangis - Lycée Henri Becquerel ⥋ Courpalay — Lavoir ou Saint-Ouen-en-Brie - Salle Polyvalente ou Fouju - Abri | Nangis - Lycée Henri Becquerel ⥋ Courpalay — Lavoir ou Saint-Ouen-en-Brie - Salle Polyvalente ou Fouju - Abri |
| 3247  | Ouverture / Fermeture 2023 / — | Longueur — | Durée 76 min                                                                                                  | Nb. d’arrêts 18                                                                                               | Matériel Crossway                                                                                             | Jours de fonctionnement L, Ma, Me, J, V                                                                       | Jour / Soir / Nuit / Fêtes O / N / N / N                                                                      | Voy. / an —                                                                                                   | Dépôt Nangis                                                                                                  |
| 3247  | Desserte : - Villes et lieux desservis : Nangis, Grandpuits-Bailly-Carrois, Quiers, Aubepierre-Ozouer-le-Repos, Courtomer, Courpalay, Fontenailles, Saint-Ouen-en-Brie, Bréau, Bombon, Saint-Méry, Champeaux, Fouju - Gare desservie : Aucune | | | | | | | | |
| 3247  | Autre : - Zone traversée : 5 - Arrêts non accessibles aux UFR : — - Amplitudes horaires : La ligne fonctionne du lundi au vendredi de 7 h 1 à 19 h 16. - Date de dernière mise à jour : 27 novembre 2023. | | | | | | | | |
| 3247  | Dernière actualisation : — | | | | | | | | |
| 3248  | La Chapelle-Rablais — Les Montils ⥋ Provins — Ville Haute | La Chapelle-Rablais — Les Montils ⥋ Provins — Ville Haute                                                     | La Chapelle-Rablais — Les Montils ⥋ Provins — Ville Haute                                                     | La Chapelle-Rablais — Les Montils ⥋ Provins — Ville Haute                                                     | La Chapelle-Rablais — Les Montils ⥋ Provins — Ville Haute                                                     | La Chapelle-Rablais — Les Montils ⥋ Provins — Ville Haute                                                     | La Chapelle-Rablais — Les Montils ⥋ Provins — Ville Haute                                                     | La Chapelle-Rablais — Les Montils ⥋ Provins — Ville Haute                                                     | La Chapelle-Rablais — Les Montils ⥋ Provins — Ville Haute                                                     |
| 3248  | Ouverture / Fermeture — / — | Longueur — | Durée 25-80 min                                                                                               | Nb. d’arrêts 35                                                                                               | Matériel Crossway                                                                                             | Jours de fonctionnement L, Ma, Me, J, V                                                                       | Jour / Soir / Nuit / Fêtes O / N / N / N                                                                      | Voy. / an —                                                                                                   | Dépôt — |
| 3248  | Desserte : - Villes et lieux desservis : La Chapelle-Rablais, Fontains, Mormant, Aubepierre-Ozouer-le-Repos, Quiers, Grandpuits-Bailly-Carrois, Rampillon, Vanvillé, Clos-Fontaine, Gastins, La Croix-en-Brie, Saint-Just-en-Brie, Châteaubleau, Vieux-Champagne, Maison-Rouge, La Chapelle-Saint-Sulpice et Provins | | | | | | | | |
| 3248  | Autre : - Zone traversée : 5 - Arrêts non accessibles aux UFR : — - Amplitudes horaires : La ligne fonctionne du lundi au vendredi en période scolaire de 6 h 5 à 7 h 30 puis de 17 h à 19 h 20 / de 13 h à 17 h 20 (le mercredi uniquement). - Date de dernière mise à jour : 8 juillet 2023. | | | | | | | | |
| 3248  | Dernière actualisation : — | | | | | | | | |
| 3249  | Montigny-Lencoup — Orvilliers ⥋ Donnemarie-Dontilly — Collège du Montois | Montigny-Lencoup — Orvilliers ⥋ Donnemarie-Dontilly — Collège du Montois                                      | Montigny-Lencoup — Orvilliers ⥋ Donnemarie-Dontilly — Collège du Montois                                      | Montigny-Lencoup — Orvilliers ⥋ Donnemarie-Dontilly — Collège du Montois                                      | Montigny-Lencoup — Orvilliers ⥋ Donnemarie-Dontilly — Collège du Montois                                      | Montigny-Lencoup — Orvilliers ⥋ Donnemarie-Dontilly — Collège du Montois                                      | Montigny-Lencoup — Orvilliers ⥋ Donnemarie-Dontilly — Collège du Montois                                      | Montigny-Lencoup — Orvilliers ⥋ Donnemarie-Dontilly — Collège du Montois                                      | Montigny-Lencoup — Orvilliers ⥋ Donnemarie-Dontilly — Collège du Montois                                      |
| 3249  | Ouverture / Fermeture — / — | Longueur — | Durée 5-40 min                                                                                                | Nb. d’arrêts 31                                                                                               | Matériel — | Jours de fonctionnement L, Ma, Me, J, V                                                                       | Jour / Soir / Nuit / Fêtes O / N / N / N                                                                      | Voy. / an —                                                                                                   | Dépôt — |
| 3249  | Desserte : - Villes et lieux desservis : Montigny-Lencoup, Coutençon, Gurcy-le-Châtel, Mons-en-Montois, Thénisy, Jutigny, Paroy, Luisetaines, Sigy, Savins, Sognolles-en-Montois, Châtenay-sur-Seine, Égligny, Vimpelles, Lizines, Cessoy-en-Montois, Meigneux et Donnemarie-Dontilly | | | | | | | | |
| 3249  | Autre : - Zone traversée : 5 - Arrêts non accessibles aux UFR : — - Amplitudes horaires : La ligne fonctionne du lundi au vendredi en période scolaire de 7 h 55 à 8 h 35 puis de 16 h 25 à 18 h / de 12 h 55 à 13 h 25 (le mercredi uniquement). - Date de dernière mise à jour : 8 juillet 2023. | | | | | | | | |
| 3249  | Dernière actualisation : — | | | | | | | | |

### Lignes 3250 à 3259
| Ligne | Caractéristiques | Caractéristiques | Caractéristiques | Caractéristiques | Caractéristiques | Caractéristiques | Caractéristiques | Caractéristiques | Caractéristiques |
| 3250  | Fontaine-Fourches — Place Mérot ⥋ Varennes-sur-Seine — LEP Gustave-Eiffel | Fontaine-Fourches — Place Mérot ⥋ Varennes-sur-Seine — LEP Gustave-Eiffel                                                         | Fontaine-Fourches — Place Mérot ⥋ Varennes-sur-Seine — LEP Gustave-Eiffel                                                         | Fontaine-Fourches — Place Mérot ⥋ Varennes-sur-Seine — LEP Gustave-Eiffel                                                         | Fontaine-Fourches — Place Mérot ⥋ Varennes-sur-Seine — LEP Gustave-Eiffel                                                         | Fontaine-Fourches — Place Mérot ⥋ Varennes-sur-Seine — LEP Gustave-Eiffel                                                         | Fontaine-Fourches — Place Mérot ⥋ Varennes-sur-Seine — LEP Gustave-Eiffel                                                         | Fontaine-Fourches — Place Mérot ⥋ Varennes-sur-Seine — LEP Gustave-Eiffel                                                         | Fontaine-Fourches — Place Mérot ⥋ Varennes-sur-Seine — LEP Gustave-Eiffel                                                         |
| ----- | --- | --- | --- | --- | --- | --- | --- | --- | --- |
| 3250  | Ouverture / Fermeture — / — | Longueur — | Durée 85-95 min | Nb. d’arrêts 20 | Matériel — | Jours de fonctionnement L, Ma, Me, J, V                                                                                           | Jour / Soir / Nuit / Fêtes O / N / N / N                                                                                          | Voy. / an — | Dépôt — |
| 3250  | Desserte : - Villes et lieux desservis : Fontaine-Fourches, Villuis, Baby, Villenauxe-la-Petite, Montigny-le-Guesdier, Bray-sur-Seine, Bazoches, Balloy, Gravon, La Tombe, Saint-Germain-Laval, Montereau-Fault-Yonne et Varennes-sur-Seine - Gare desservie : Montereau | | | | | | | | |
| 3250  | Autre : - Zone traversée : 5 - Arrêts non accessibles aux UFR : — - Amplitudes horaires : La ligne fonctionne du lundi au vendredi en période scolaire à raison d'un aller le matin vers Varennes et d'un retour le soir, ou à midi le mercredi. - Date de dernière mise à jour : 8 juillet 2023. | | | | | | | | |
| 3250  | Dernière actualisation : — | | | | | | | | |
| 3251  | Provins - Gare SNCF ou Ville Haute ou Maximilien Michelin ⥋ Esternay - Ecole ou Villiers-Saint-Georges ou Saint-Martin-du-Boschet | Provins - Gare SNCF ou Ville Haute ou Maximilien Michelin ⥋ Esternay - Ecole ou Villiers-Saint-Georges ou Saint-Martin-du-Boschet | Provins - Gare SNCF ou Ville Haute ou Maximilien Michelin ⥋ Esternay - Ecole ou Villiers-Saint-Georges ou Saint-Martin-du-Boschet | Provins - Gare SNCF ou Ville Haute ou Maximilien Michelin ⥋ Esternay - Ecole ou Villiers-Saint-Georges ou Saint-Martin-du-Boschet | Provins - Gare SNCF ou Ville Haute ou Maximilien Michelin ⥋ Esternay - Ecole ou Villiers-Saint-Georges ou Saint-Martin-du-Boschet | Provins - Gare SNCF ou Ville Haute ou Maximilien Michelin ⥋ Esternay - Ecole ou Villiers-Saint-Georges ou Saint-Martin-du-Boschet | Provins - Gare SNCF ou Ville Haute ou Maximilien Michelin ⥋ Esternay - Ecole ou Villiers-Saint-Georges ou Saint-Martin-du-Boschet | Provins - Gare SNCF ou Ville Haute ou Maximilien Michelin ⥋ Esternay - Ecole ou Villiers-Saint-Georges ou Saint-Martin-du-Boschet | Provins - Gare SNCF ou Ville Haute ou Maximilien Michelin ⥋ Esternay - Ecole ou Villiers-Saint-Georges ou Saint-Martin-du-Boschet |
| 3251  | Ouverture / Fermeture 2023 / — | Longueur — | Durée 46 à 59 min | Nb. d’arrêts — | Matériel — | Jours de fonctionnement L, Ma, Me, J, V                                                                                           | Jour / Soir / Nuit / Fêtes O / N / N / N                                                                                          | Voy. / an — | Dépôt Provins ou Villiers-Saint-Georges                                                                                           |
| 3251  | Desserte : - Villes et lieux desservis : - Gare desservie : | | | | | | | | |
| 3251  | Autre : - Zone traversée : 5 et hors Île-de-France - Arrêts non accessibles aux UFR : — - Amplitudes horaires : - Date de dernière mise à jour : 16 septembre 2023. | | | | | | | | |
| 3251  | Dernière actualisation : — | | | | | | | | |
| 3252  | Bray-sur-Seine ⥋ Bazoches-lès-Bray | Bray-sur-Seine ⥋ Bazoches-lès-Bray                                                                                                | Bray-sur-Seine ⥋ Bazoches-lès-Bray                                                                                                | Bray-sur-Seine ⥋ Bazoches-lès-Bray                                                                                                | Bray-sur-Seine ⥋ Bazoches-lès-Bray                                                                                                | Bray-sur-Seine ⥋ Bazoches-lès-Bray                                                                                                | Bray-sur-Seine ⥋ Bazoches-lès-Bray                                                                                                | Bray-sur-Seine ⥋ Bazoches-lès-Bray                                                                                                | Bray-sur-Seine ⥋ Bazoches-lès-Bray                                                                                                |
| 3252  | Ouverture / Fermeture 2023 / — | Longueur — | Durée — | Nb. d’arrêts — | Matériel — | Jours de fonctionnement — | Jour / Soir / Nuit / Fêtes O / N / N / N                                                                                          | Voy. / an — | Dépôt — |
| 3252  | Desserte : - Villes et lieux desservis : - Gare desservie : | | | | | | | | |
| 3252  | Autre : - Zone traversée : 5 - Arrêts non accessibles aux UFR : — - Amplitudes horaires : La ligne fonctionne : - Date de dernière mise à jour : 27 novembre 2023. | | | | | | | | |
| 3252  | Dernière actualisation : — | | | | | | | | |
| 3253  | Bray-sur-Seine ⥋ La Tombe | Bray-sur-Seine ⥋ La Tombe | Bray-sur-Seine ⥋ La Tombe | Bray-sur-Seine ⥋ La Tombe | Bray-sur-Seine ⥋ La Tombe | Bray-sur-Seine ⥋ La Tombe | Bray-sur-Seine ⥋ La Tombe | Bray-sur-Seine ⥋ La Tombe | Bray-sur-Seine ⥋ La Tombe |
| 3253  | Ouverture / Fermeture 2023 / — | Longueur — | Durée — | Nb. d’arrêts — | Matériel — | Jours de fonctionnement — | Jour / Soir / Nuit / Fêtes O / N / N / N                                                                                          | Voy. / an — | Dépôt — |
| 3253  | Desserte : - Villes et lieux desservis : - Gare desservie : | | | | | | | | |
| 3253  | Autre : - Zone traversée : 5 - Arrêts non accessibles aux UFR : — - Amplitudes horaires : La ligne fonctionne : - Date de dernière mise à jour : 16 septembre 2023. | | | | | | | | |
| 3253  | Dernière actualisation : — | | | | | | | | |
| 3254  | Provins - Ville Haute ou Voulton ⥋ Sancy-lès-Provins ou Villiers-Saint-Georges | Provins - Ville Haute ou Voulton ⥋ Sancy-lès-Provins ou Villiers-Saint-Georges                                                    | Provins - Ville Haute ou Voulton ⥋ Sancy-lès-Provins ou Villiers-Saint-Georges                                                    | Provins - Ville Haute ou Voulton ⥋ Sancy-lès-Provins ou Villiers-Saint-Georges                                                    | Provins - Ville Haute ou Voulton ⥋ Sancy-lès-Provins ou Villiers-Saint-Georges                                                    | Provins - Ville Haute ou Voulton ⥋ Sancy-lès-Provins ou Villiers-Saint-Georges                                                    | Provins - Ville Haute ou Voulton ⥋ Sancy-lès-Provins ou Villiers-Saint-Georges                                                    | Provins - Ville Haute ou Voulton ⥋ Sancy-lès-Provins ou Villiers-Saint-Georges                                                    | Provins - Ville Haute ou Voulton ⥋ Sancy-lès-Provins ou Villiers-Saint-Georges                                                    |
| 3254  | Ouverture / Fermeture 2023 / — | Longueur — | Durée — | Nb. d’arrêts — | Matériel — | Jours de fonctionnement — | Jour / Soir / Nuit / Fêtes O / N / N / N                                                                                          | Voy. / an — | Dépôt — |
| 3254  | Desserte : - Villes et lieux desservis : | | | | | | | | |
| 3254  | Autre : - Zone traversée : 5 - Arrêts non accessibles aux UFR : — - Amplitudes horaires : - Date de dernière mise à jour : 16 septembre 2023. | | | | | | | | |
| 3254  | Dernière actualisation : — | | | | | | | | |
| 3255  | Provins - Ville Haute ⥋ Louan-Villegruis-Fontaine | Provins - Ville Haute ⥋ Louan-Villegruis-Fontaine                                                                                 | Provins - Ville Haute ⥋ Louan-Villegruis-Fontaine                                                                                 | Provins - Ville Haute ⥋ Louan-Villegruis-Fontaine                                                                                 | Provins - Ville Haute ⥋ Louan-Villegruis-Fontaine                                                                                 | Provins - Ville Haute ⥋ Louan-Villegruis-Fontaine                                                                                 | Provins - Ville Haute ⥋ Louan-Villegruis-Fontaine                                                                                 | Provins - Ville Haute ⥋ Louan-Villegruis-Fontaine                                                                                 | Provins - Ville Haute ⥋ Louan-Villegruis-Fontaine                                                                                 |
| 3255  | Ouverture / Fermeture 2023 / — | Longueur — | Durée — | Nb. d’arrêts — | Matériel — | Jours de fonctionnement — | Jour / Soir / Nuit / Fêtes O / N / N / N                                                                                          | Voy. / an — | Dépôt — |
| 3255  | Desserte : - Villes et lieux desservis : | | | | | | | | |
| 3255  | Autre : - Zone traversée : 5 - Arrêts non accessibles aux UFR : — - Amplitudes horaires : - Date de dernière mise à jour : 8 juillet 2023. | | | | | | | | |
| 3255  | Dernière actualisation : — | | | | | | | | |
| 3256  | Chalmaison — Les Praillons le soir ⥋ Everly — Boulangerie le matin / Saint-Sauveur-lès-Bray — Borne Blanche le soir | Chalmaison — Les Praillons le soir ⥋ Everly — Boulangerie le matin / Saint-Sauveur-lès-Bray — Borne Blanche le soir               | Chalmaison — Les Praillons le soir ⥋ Everly — Boulangerie le matin / Saint-Sauveur-lès-Bray — Borne Blanche le soir               | Chalmaison — Les Praillons le soir ⥋ Everly — Boulangerie le matin / Saint-Sauveur-lès-Bray — Borne Blanche le soir               | Chalmaison — Les Praillons le soir ⥋ Everly — Boulangerie le matin / Saint-Sauveur-lès-Bray — Borne Blanche le soir               | Chalmaison — Les Praillons le soir ⥋ Everly — Boulangerie le matin / Saint-Sauveur-lès-Bray — Borne Blanche le soir               | Chalmaison — Les Praillons le soir ⥋ Everly — Boulangerie le matin / Saint-Sauveur-lès-Bray — Borne Blanche le soir               | Chalmaison — Les Praillons le soir ⥋ Everly — Boulangerie le matin / Saint-Sauveur-lès-Bray — Borne Blanche le soir               | Chalmaison — Les Praillons le soir ⥋ Everly — Boulangerie le matin / Saint-Sauveur-lès-Bray — Borne Blanche le soir               |
| 3256  | Ouverture / Fermeture — / — | Longueur — | Durée 8 / 24 min | Nb. d’arrêts 6 / 11 | Matériel — | Jours de fonctionnement L, Ma, Me, J, V                                                                                           | Jour / Soir / Nuit / Fêtes O / N / N / N                                                                                          | Voy. / an — | Dépôt — |
| 3256  | Desserte : - Villes et lieux desservis : Chalmaison, Everly, Mouy-sur-Seine, Jaulnes, Bray-sur-Seine et Saint-Sauveur-lès-Bray - Gare desservie : Aucune. | | | | | | | | |
| 3256  | Autre : - Zone traversée : 5 - Arrêts non accessibles aux UFR : — - Amplitudes horaires : La ligne fonctionne du lundi au vendredi en période scolaire à raison d'un aller le matin vers Everly et d'un retour le soir, plus un autre à midi le mercredi ; ces deux services sont fusionnés avec la ligne 3260. - Date de dernière mise à jour : 8 juillet 2023. | | | | | | | | |
| 3256  | Dernière actualisation : — | | | | | | | | |
| 3257  | Villiers-sur-Seine ⥋ Saint-Germain-Laval — CFA | Villiers-sur-Seine ⥋ Saint-Germain-Laval — CFA                                                                                    | Villiers-sur-Seine ⥋ Saint-Germain-Laval — CFA                                                                                    | Villiers-sur-Seine ⥋ Saint-Germain-Laval — CFA                                                                                    | Villiers-sur-Seine ⥋ Saint-Germain-Laval — CFA                                                                                    | Villiers-sur-Seine ⥋ Saint-Germain-Laval — CFA                                                                                    | Villiers-sur-Seine ⥋ Saint-Germain-Laval — CFA                                                                                    | Villiers-sur-Seine ⥋ Saint-Germain-Laval — CFA                                                                                    | Villiers-sur-Seine ⥋ Saint-Germain-Laval — CFA                                                                                    |
| 3257  | Ouverture / Fermeture — / — | Longueur — | Durée 65 min | Nb. d’arrêts 13 | Matériel — | Jours de fonctionnement L, Ma, Me, J, V                                                                                           | Jour / Soir / Nuit / Fêtes O / N / N / N                                                                                          | Voy. / an — | Dépôt — |
| 3257  | Desserte : - Villes et lieux desservis : Villiers-sur-Seine, Herme, Noyen-sur-Seine, Gouaix, Everly, Les Ormes-sur-Voulzie, Saint-Sauveur-lès-Bray, Montereau-Fault-Yonne et Saint-Germain-Laval - Gare desservie : Aucune. | | | | | | | | |
| 3257  | Autre : - Zone traversée : 5 - Arrêts non accessibles aux UFR : — - Amplitudes horaires : La ligne fonctionne du lundi au vendredi en période scolaire à raison d'un aller le matin vers Saint-Germain et d'un retour le soir, plus un autre à midi le mercredi. - Date de dernière mise à jour : 8 juillet 2023. | | | | | | | | |
| 3257  | Dernière actualisation : — | | | | | | | | |
| 3258  | Noyen-sur-Seine — Place ⥋ Saint-Sauveur-lès-Bray — Borne Blanche | Noyen-sur-Seine — Place ⥋ Saint-Sauveur-lès-Bray — Borne Blanche                                                                  | Noyen-sur-Seine — Place ⥋ Saint-Sauveur-lès-Bray — Borne Blanche                                                                  | Noyen-sur-Seine — Place ⥋ Saint-Sauveur-lès-Bray — Borne Blanche                                                                  | Noyen-sur-Seine — Place ⥋ Saint-Sauveur-lès-Bray — Borne Blanche                                                                  | Noyen-sur-Seine — Place ⥋ Saint-Sauveur-lès-Bray — Borne Blanche                                                                  | Noyen-sur-Seine — Place ⥋ Saint-Sauveur-lès-Bray — Borne Blanche                                                                  | Noyen-sur-Seine — Place ⥋ Saint-Sauveur-lès-Bray — Borne Blanche                                                                  | Noyen-sur-Seine — Place ⥋ Saint-Sauveur-lès-Bray — Borne Blanche                                                                  |
| 3258  | Ouverture / Fermeture — / — | Longueur — | Durée 35 min | Nb. d’arrêts 13 | Matériel — | Jours de fonctionnement L, Ma, Me, J, V                                                                                           | Jour / Soir / Nuit / Fêtes O / N / N / N                                                                                          | Voy. / an — | Dépôt — |
| 3258  | Desserte : - Villes et lieux desservis : Noyen-sur-Seine, Grisy-sur-Seine, Jaulnes, Bray-sur-Seine, Mousseaux-lès-Bray, Mouy-sur-Seine et Saint-Sauveur-lès-Bray - Gare desservie : Aucune. | | | | | | | | |
| 3258  | Autre : - Zone traversée : 5 - Arrêts non accessibles aux UFR : — - Amplitudes horaires : La ligne fonctionne du lundi au vendredi en période scolaire à raison d'un aller le matin vers Saint-Sauveur et d'un retour le soir, plus un autre à midi le mercredi. - Date de dernière mise à jour : 8 juillet 2023. | | | | | | | | |
| 3258  | Dernière actualisation : — | | | | | | | | |
| 3259  | Ville-Haute ⥋ Gare de Provins / Les Pannevelles / Jules Verne / Marie Curie | Ville-Haute ⥋ Gare de Provins / Les Pannevelles / Jules Verne / Marie Curie                                                       | Ville-Haute ⥋ Gare de Provins / Les Pannevelles / Jules Verne / Marie Curie                                                       | Ville-Haute ⥋ Gare de Provins / Les Pannevelles / Jules Verne / Marie Curie                                                       | Ville-Haute ⥋ Gare de Provins / Les Pannevelles / Jules Verne / Marie Curie                                                       | Ville-Haute ⥋ Gare de Provins / Les Pannevelles / Jules Verne / Marie Curie                                                       | Ville-Haute ⥋ Gare de Provins / Les Pannevelles / Jules Verne / Marie Curie                                                       | Ville-Haute ⥋ Gare de Provins / Les Pannevelles / Jules Verne / Marie Curie                                                       | Ville-Haute ⥋ Gare de Provins / Les Pannevelles / Jules Verne / Marie Curie                                                       |
| 3259  | Ouverture / Fermeture années 2010 / — | Longueur — | Durée — | Nb. d’arrêts 5 | Matériel — | Jours de fonctionnement L, Ma, Me, J, V                                                                                           | Jour / Soir / Nuit / Fêtes O / N / N / N                                                                                          | Voy. / an — | Dépôt — |
| 3259  | Desserte : - Villes et lieux desservis : Provins (desserte des établissements scolaires). - Gare desservie : Provins | | | | | | | | |
| 3259  | Autre : - Zone traversée : 5 - Arrêts non accessibles aux UFR : à compléter. - Amplitudes horaires : La ligne fonctionne du lundi au vendredi aux heures d'entrée et de sortie des cours. - Desserte : Plusieurs parcours existent, à savoir : celui en terminus Les Pannevelles pour le lycée éponyme, celui en terminus à la gare, celui en terminus Jules Verne pour le collège éponyme et celui en terminus Marie Curie pour le collège éponyme. - Date de dernière mise à jour : 2 août 2023 | | | | | | | | |
| 3259  | Dernière actualisation : — | | | | | | | | |

### Lignes de 3260 à 3269
| Ligne | Caractéristiques | Caractéristiques | Caractéristiques | Caractéristiques | Caractéristiques | Caractéristiques | Caractéristiques | Caractéristiques | Caractéristiques |
| 3260  | Mouy-sur-Seine — Petit Peugny le matin / Chalmaison — Les Praillons le soir ⥋ Saint-Sauveur-lès-Bray — Borne Blanche | Mouy-sur-Seine — Petit Peugny le matin / Chalmaison — Les Praillons le soir ⥋ Saint-Sauveur-lès-Bray — Borne Blanche | Mouy-sur-Seine — Petit Peugny le matin / Chalmaison — Les Praillons le soir ⥋ Saint-Sauveur-lès-Bray — Borne Blanche | Mouy-sur-Seine — Petit Peugny le matin / Chalmaison — Les Praillons le soir ⥋ Saint-Sauveur-lès-Bray — Borne Blanche | Mouy-sur-Seine — Petit Peugny le matin / Chalmaison — Les Praillons le soir ⥋ Saint-Sauveur-lès-Bray — Borne Blanche | Mouy-sur-Seine — Petit Peugny le matin / Chalmaison — Les Praillons le soir ⥋ Saint-Sauveur-lès-Bray — Borne Blanche | Mouy-sur-Seine — Petit Peugny le matin / Chalmaison — Les Praillons le soir ⥋ Saint-Sauveur-lès-Bray — Borne Blanche | Mouy-sur-Seine — Petit Peugny le matin / Chalmaison — Les Praillons le soir ⥋ Saint-Sauveur-lès-Bray — Borne Blanche | Mouy-sur-Seine — Petit Peugny le matin / Chalmaison — Les Praillons le soir ⥋ Saint-Sauveur-lès-Bray — Borne Blanche |
| ----- | --- | --- | --- | --- | --- | --- | --- | --- | --- |
| 3260  | Ouverture / Fermeture — / — | Longueur — | Durée 15 / 24 min | Nb. d’arrêts 5 / 11                                                                                                  | Matériel — | Jours de fonctionnement L, Ma, Me, J, V                                                                              | Jour / Soir / Nuit / Fêtes O / N / N / N                                                                             | Voy. / an — | Dépôt — |
| 3260  | Desserte : - Villes et lieux desservis : Chalmaison, Everly, Mouy-sur-Seine, Jaulnes, Bray-sur-Seine et Saint-Sauveur-lès-Bray - Gare desservie : Aucune. | | | | | | | | |
| 3260  | Autre : - Zone traversée : 5 - Arrêts non accessibles aux UFR : — - Amplitudes horaires : La ligne fonctionne du lundi au vendredi en période scolaire à raison d'un aller le matin vers Saint-Sauveur et d'un retour le soir, plus un autre à midi le mercredi ; ces deux services sont fusionnés avec la ligne 3256. - Date de dernière mise à jour : 8 juillet 2023. | | | | | | | | |
| 3260  | Dernière actualisation : — | | | | | | | | |
| 3261  | Montereau — Gare SNCF ⥋ Nangis — CES Barthélémy | Montereau — Gare SNCF ⥋ Nangis — CES Barthélémy                                                                      | Montereau — Gare SNCF ⥋ Nangis — CES Barthélémy                                                                      | Montereau — Gare SNCF ⥋ Nangis — CES Barthélémy                                                                      | Montereau — Gare SNCF ⥋ Nangis — CES Barthélémy                                                                      | Montereau — Gare SNCF ⥋ Nangis — CES Barthélémy                                                                      | Montereau — Gare SNCF ⥋ Nangis — CES Barthélémy                                                                      | Montereau — Gare SNCF ⥋ Nangis — CES Barthélémy                                                                      | Montereau — Gare SNCF ⥋ Nangis — CES Barthélémy                                                                      |
| 3261  | Ouverture / Fermeture — / — | Longueur — | Durée 15-60 min | Nb. d’arrêts 26 | Matériel — | Jours de fonctionnement L, Ma, Me, J, V, S                                                                           | Jour / Soir / Nuit / Fêtes O / N / N / N                                                                             | Voy. / an — | Dépôt — |
| 3261  | Desserte : - Villes et lieux desservis : La Chapelle-Gauthier, Saint-Ouen-en-Brie, Fontenailles, Nangis, Fontains, La Chapelle-Rablais, Villeneuve-les-Bordes, Coutençon, Échouboulains, Valence-en-Brie, Saint-Germain-Laval, Montereau-Fault-Yonne, Varennes-sur-Seine, Forges, Héricy, Champagne-sur-Seine - Gares desservies : Montereau et Champagne-sur-Seine | | | | | | | | |
| 3261  | Autre : - Zone traversée : 5 - Arrêts non accessibles aux UFR : — - Amplitudes horaires : La ligne fonctionne : - le lundi en période scolaire de 6 h 40 à 9 h 5 puis de 16 h 15 à 18 h 50 ; - le mardi et jeudi en période scolaire de 6 h 40 à 8 h 35 puis de 16 h 15 à 18 h 50 ; - le mercredi en période scolaire de 6 h 40 à 8 h 35 puis de 12 h 30 à 18 h 50 ; - le vendredi en période scolaire de 6 h 40 à 8 h 35 puis de 13 h à 18 h 50 ; - le samedi en période scolaire de 6 h 40 à 7 h 40 puis de 12 h 45 à 13 h 45 ; - du lundi au vendredi en période de vacances scolaire de 6 h 45 à 7 h 20 puis de 17 h 20 à 17 h 55. - Date de dernière mise à jour : 8 juillet 2023. | | | | | | | | |
| 3261  | Dernière actualisation : — | | | | | | | | |
| 3262  | Chenoise — Église ⥋ Provins — Gare SNCF | Chenoise — Église ⥋ Provins — Gare SNCF                                                                              | Chenoise — Église ⥋ Provins — Gare SNCF                                                                              | Chenoise — Église ⥋ Provins — Gare SNCF                                                                              | Chenoise — Église ⥋ Provins — Gare SNCF                                                                              | Chenoise — Église ⥋ Provins — Gare SNCF                                                                              | Chenoise — Église ⥋ Provins — Gare SNCF                                                                              | Chenoise — Église ⥋ Provins — Gare SNCF                                                                              | Chenoise — Église ⥋ Provins — Gare SNCF                                                                              |
| 3262  | Ouverture / Fermeture — / — | Longueur — | Durée 25-90 min | Nb. d’arrêts 40 | Matériel — | Jours de fonctionnement L, Ma, Me, J, V                                                                              | Jour / Soir / Nuit / Fêtes O / N / N / N                                                                             | Voy. / an — | Dépôt — |
| 3262  | Desserte : - Villes et lieux desservis : La Ferté-Gaucher, Choisy-en-Brie, Courtacon, Beton-Bazoches, Coulommiers, Chailly-en-Brie, Boisdon, Bannost-Villegagnon, Bezalles, Pécy, Jouy-le-Châtel, Chenoise, Saint-Hilliers, Mortery, Rouilly, Cucharmoy, Vulaines-lès-Provins et Provins - Gares desservies : Coulommiers et Provins | | | | | | | | |
| 3262  | Autre : - Zone traversée : 5 - Arrêts non accessibles aux UFR : — - Amplitudes horaires : La ligne fonctionne : - du lundi au vendredi en période scolaire de 6 h à 7 h 30 puis de 17 h à 19 h 50 / de 13 h à 19 h 50 (le mercredi uniquement) ; - du lundi au vendredi en période de vacances scolaire de 6 h à 6 h 25 puis de 19 h 20 à 19 h 50. - Date de dernière mise à jour : 8 juillet 2023. | | | | | | | | |
| 3262  | Dernière actualisation : — | | | | | | | | |

### Lignes de 7704 à 7707 (Express)
| Ligne | Caractéristiques | Caractéristiques                                                                         | Caractéristiques                                                                         | Caractéristiques                                                                         | Caractéristiques                                                                         | Caractéristiques                                                                         | Caractéristiques                                                                         | Caractéristiques                                                                         | Caractéristiques                                                                         |
| 7704  | Gare SNCF de Provins (Quai 4) ⥋ Gare de Melun / Rue de l'Industrie - Place de l'Ermitage | Gare SNCF de Provins (Quai 4) ⥋ Gare de Melun / Rue de l'Industrie - Place de l'Ermitage | Gare SNCF de Provins (Quai 4) ⥋ Gare de Melun / Rue de l'Industrie - Place de l'Ermitage | Gare SNCF de Provins (Quai 4) ⥋ Gare de Melun / Rue de l'Industrie - Place de l'Ermitage | Gare SNCF de Provins (Quai 4) ⥋ Gare de Melun / Rue de l'Industrie - Place de l'Ermitage | Gare SNCF de Provins (Quai 4) ⥋ Gare de Melun / Rue de l'Industrie - Place de l'Ermitage | Gare SNCF de Provins (Quai 4) ⥋ Gare de Melun / Rue de l'Industrie - Place de l'Ermitage | Gare SNCF de Provins (Quai 4) ⥋ Gare de Melun / Rue de l'Industrie - Place de l'Ermitage | Gare SNCF de Provins (Quai 4) ⥋ Gare de Melun / Rue de l'Industrie - Place de l'Ermitage |
| ----- | --- | ---------------------------------------------------------------------------------------- | ---------------------------------------------------------------------------------------- | ---------------------------------------------------------------------------------------- | ---------------------------------------------------------------------------------------- | ---------------------------------------------------------------------------------------- | ---------------------------------------------------------------------------------------- | ---------------------------------------------------------------------------------------- | ---------------------------------------------------------------------------------------- |
| 7704  | Ouverture / Fermeture — / — | Longueur 56,30 km                                                                        | Durée 35-105 min                                                                         | Nb. d’arrêts 27                                                                          | Matériel Iveco EvadysIveco CrosswayMercedes IntouroIrisbus CrosswaySetra S 531 DT        | Jours de fonctionnement L, Ma, Me, J, V, S, D                                            | Jour / Soir / Nuit / Fêtes O / O / N / O                                                 | Voy. / an —                                                                              | Dépôt Provins et Nangis                                                                  |
| 7704  | Desserte : - Villes et lieux desservis : Provins, Vulaines-lès-Provins, Maison-Rouge, Nangis, Fontenailles, Saint-Ouen-en-Brie, La Chapelle-Gauthier, Châtillon-la-Borde, Sivry-Courtry, Voisenon, Vaux-le-Pénil, Melun. - Gares desservies : Provins, Nangis, Melun. |                                                                                          |                                                                                          |                                                                                          |                                                                                          |                                                                                          |                                                                                          |                                                                                          |                                                                                          |
| 7704  | Autre : - Zone traversée : 5. - Arrêts non accessibles aux UFR : — - Amplitudes horaires : La ligne fonctionne du lundi au vendredi de 5 h à 22 h 35, le samedi de 6 h à 22 h 10 et les dimanches et jours fériés de 7 h 20 à 21 h 30. - Particularités : Les arrêts de Les Pannevelles, Ville Haute (Quai 1), Nangis - Gare SNCF, Victor Hugo, Lotissement, Mairie, de Château d'eau à Courtry et Saint-Just / Clemenceau sont desservis à certaines heures. Les arrêts Institution Nazareth et Bancel sont desservis du lundi au vendredi en période scolaire aux heures d'entrée et de sortie du collège Nazareth et Jeanne d'Arc. - Date de dernière mise à jour : 15 septembre 2023. |                                                                                          |                                                                                          |                                                                                          |                                                                                          |                                                                                          |                                                                                          |                                                                                          |                                                                                          |
| 7704  | Dernière actualisation : — |                                                                                          |                                                                                          |                                                                                          |                                                                                          |                                                                                          |                                                                                          |                                                                                          |                                                                                          |
| 7705  | Gare SNCF de Provins(Quai 6) ⥋ Gare Sud de Chessy (Gare Sud - Quai E) | Gare SNCF de Provins(Quai 6) ⥋ Gare Sud de Chessy (Gare Sud - Quai E)                    | Gare SNCF de Provins(Quai 6) ⥋ Gare Sud de Chessy (Gare Sud - Quai E)                    | Gare SNCF de Provins(Quai 6) ⥋ Gare Sud de Chessy (Gare Sud - Quai E)                    | Gare SNCF de Provins(Quai 6) ⥋ Gare Sud de Chessy (Gare Sud - Quai E)                    | Gare SNCF de Provins(Quai 6) ⥋ Gare Sud de Chessy (Gare Sud - Quai E)                    | Gare SNCF de Provins(Quai 6) ⥋ Gare Sud de Chessy (Gare Sud - Quai E)                    | Gare SNCF de Provins(Quai 6) ⥋ Gare Sud de Chessy (Gare Sud - Quai E)                    | Gare SNCF de Provins(Quai 6) ⥋ Gare Sud de Chessy (Gare Sud - Quai E)                    |
| 7705  | Ouverture / Fermeture — / — | Longueur 62 km                                                                           | Durée 20-70 min                                                                          | Nb. d’arrêts 7                                                                           | Matériel Iveco EvadysIveco CrosswayMercedes IntouroIrisbus CrosswaySetra S 531 DT        | Jours de fonctionnement L, Ma, Me, J, V, S, D                                            | Jour / Soir / Nuit / Fêtes O / O / N / O                                                 | Voy. / an —                                                                              | Dépôt —                                                                                  |
| 7705  | Desserte : - Villes et lieux desservis : Provins, Chenoise, Jouy-le-Châtel, Vaudoy-en-Brie, Touquin, Pézarches, Chessy. - Gares desservies : Provins, Marne-la-Vallée - Chessy. |                                                                                          |                                                                                          |                                                                                          |                                                                                          |                                                                                          |                                                                                          |                                                                                          |                                                                                          |
| 7705  | Autre : - Zone traversée : 5. - Arrêts non accessibles aux UFR : — - Amplitudes horaires : La ligne fonctionne du lundi au vendredi de 4 h 20 à 0 h 15 et le week-end de 4 h 45 à 0 h. - Particularités : Il existe des services du lundi au vendredi en période scolaire entre Ville Haute (Quai no1) et Place du 19 mars 1962. - Date de dernière mise à jour : 2 août 2023. |                                                                                          |                                                                                          |                                                                                          |                                                                                          |                                                                                          |                                                                                          |                                                                                          |                                                                                          |
| 7705  | Dernière actualisation : — |                                                                                          |                                                                                          |                                                                                          |                                                                                          |                                                                                          |                                                                                          |                                                                                          |                                                                                          |
| 7707  | Gare SNCF de Provins (Quai 5) ⥋ Gare de Montereau(Quai 6) | Gare SNCF de Provins (Quai 5) ⥋ Gare de Montereau(Quai 6)                                | Gare SNCF de Provins (Quai 5) ⥋ Gare de Montereau(Quai 6)                                | Gare SNCF de Provins (Quai 5) ⥋ Gare de Montereau(Quai 6)                                | Gare SNCF de Provins (Quai 5) ⥋ Gare de Montereau(Quai 6)                                | Gare SNCF de Provins (Quai 5) ⥋ Gare de Montereau(Quai 6)                                | Gare SNCF de Provins (Quai 5) ⥋ Gare de Montereau(Quai 6)                                | Gare SNCF de Provins (Quai 5) ⥋ Gare de Montereau(Quai 6)                                | Gare SNCF de Provins (Quai 5) ⥋ Gare de Montereau(Quai 6)                                |
| 7707  | Ouverture / Fermeture — / — | Longueur —                                                                               | Durée 55-85 min                                                                          | Nb. d’arrêts 21                                                                          | Matériel Iveco EvadysIveco CrosswayMercedes IntouroIrisbus CrosswaySetra S 531 DT        | Jours de fonctionnement L, Ma, Me, J, V, S                                               | Jour / Soir / Nuit / Fêtes O / N / N / N                                                 | Voy. / an —                                                                              | Dépôt —                                                                                  |
| 7707  | Desserte : - Villes et lieux desservis : Montereau-Fault-Yonne, Saint-Germain-Laval, Salins, Montigny-Lencoup, Gurcy-le-Châtel, Donnemarie-Dontilly, Thénisy, Paroy, Jutigny, Longueville, Sainte-Colombe, Provins. - Gares desservies : Montereau, Champbenoist - Poigny, Provins. |                                                                                          |                                                                                          |                                                                                          |                                                                                          |                                                                                          |                                                                                          |                                                                                          |                                                                                          |
| 7707  | Autre : - Zone traversée : 5. - Arrêts non accessibles aux UFR : — - Amplitudes horaires : La ligne fonctionne du lundi au vendredi de 6 h à 20 h 55 et le samedi de 7 h à 19 h 5. - Date de dernière mise à jour : 2 août 2023. |                                                                                          |                                                                                          |                                                                                          |                                                                                          |                                                                                          |                                                                                          |                                                                                          |                                                                                          |
| 7707  | Dernière actualisation : — |                                                                                          |                                                                                          |                                                                                          |                                                                                          |                                                                                          |                                                                                          |                                                                                          |                                                                                          |

### Lignes de soirée
| Ligne  | Caractéristiques | Caractéristiques                                | Caractéristiques                                | Caractéristiques                                | Caractéristiques                                | Caractéristiques                                | Caractéristiques                                | Caractéristiques                                | Caractéristiques                                |
| Soirée | Soirée Provins | Soirée Provins                                  | Soirée Provins                                  | Soirée Provins                                  | Soirée Provins                                  | Soirée Provins                                  | Soirée Provins                                  | Soirée Provins                                  | Soirée Provins                                  |
| Soirée | Gare de Provins ⥋ Desserte de Provins en soirée | Gare de Provins ⥋ Desserte de Provins en soirée | Gare de Provins ⥋ Desserte de Provins en soirée | Gare de Provins ⥋ Desserte de Provins en soirée | Gare de Provins ⥋ Desserte de Provins en soirée | Gare de Provins ⥋ Desserte de Provins en soirée | Gare de Provins ⥋ Desserte de Provins en soirée | Gare de Provins ⥋ Desserte de Provins en soirée | Gare de Provins ⥋ Desserte de Provins en soirée |
| ------ | --- | ----------------------------------------------- | ----------------------------------------------- | ----------------------------------------------- | ----------------------------------------------- | ----------------------------------------------- | ----------------------------------------------- | ----------------------------------------------- | ----------------------------------------------- |
| Soirée | Ouverture / Fermeture 1er août 2023 / — | Longueur —                                      | Durée —                                         | Nb. d’arrêts —                                  | Matériel —                                      | Jours de fonctionnement L, Ma, Me, J, V, S      | Jour / Soir / Nuit / Fêtes N / O / N / N        | Voy. / an —                                     | Dépôt —                                         |
| Soirée | Desserte : - Ville et lieux desservis : Provins, Poigny, Saint-Brice - Gare desservie : Provins |                                                 |                                                 |                                                 |                                                 |                                                 |                                                 |                                                 |                                                 |
| Soirée | Autre : - Zones traversées : 5 - Arrêts non accessibles aux UFR : — - Amplitudes horaires : NC - Substitution nocturne : Ce service remplace les lignes de journée et dépose les voyageurs aux arrêts demandés, sans itinéraire fixe. - Date de dernière mise à jour : 27 novembre 2023.                    |                                                 |                                                 |                                                 |                                                 |                                                 |                                                 |                                                 |                                                 |
| Soirée | Dernière actualisation : — |                                                 |                                                 |                                                 |                                                 |                                                 |                                                 |                                                 |                                                 |
| Soirée | Soirée Nangis | Soirée Nangis                                   | Soirée Nangis                                   | Soirée Nangis                                   | Soirée Nangis                                   | Soirée Nangis                                   | Soirée Nangis                                   | Soirée Nangis                                   | Soirée Nangis                                   |
| Soirée | Gare de Nangis ⥋ Desserte de Nangis en soirée |                                                 |                                                 |                                                 |                                                 |                                                 |                                                 |                                                 |                                                 |
| Soirée | Ouverture / Fermeture 28 août 2023 / — | Longueur —                                      | Durée —                                         | Nb. d’arrêts 29                                 | Matériel Renault Master                         | Jours de fonctionnement L, Ma, Me, J, V         | Jour / Soir / Nuit / Fêtes N / O / N / N        | Voy. / an —                                     | Dépôt Nangis                                    |
| Soirée | Desserte : - Ville et lieux desservis : Nangis, Grandpuits-Bailly-Carrois, Quiers, Clos-Fontaine, Gastins - Gare desservie : Nangis |                                                 |                                                 |                                                 |                                                 |                                                 |                                                 |                                                 |                                                 |
| Soirée | Autre : - Zones traversées : 5 - Arrêts non accessibles aux UFR : — - Amplitudes horaires : de 19 h 45 à 21 h 45 - Substitution nocturne : Ce service remplace les lignes de journée et dépose les voyageurs aux arrêts demandés, sans itinéraire fixe. - Date de dernière mise à jour : 16 septembre 2023. |                                                 |                                                 |                                                 |                                                 |                                                 |                                                 |                                                 |                                                 |
| Soirée | Dernière actualisation : — |                                                 |                                                 |                                                 |                                                 |                                                 |                                                 |                                                 |                                                 |

### Transport à la demande
Le réseau de bus est complété par six services de transport à la demande : le « TàD Gare de Provins », le « TàD Balade en Provinois », le « TàD Nangis - Saint-Just », le « TàD Nangis - La Chapelle-Rablais », le « TàD Bassée » et le « TàD Montois ».

## Gestion et exploitation
Les réseaux de transports en commun franciliens sont organisés par Île-de-France Mobilités. L'exploitation du réseau de bus Provinois - Brie et Seine revient à Francilité Grand Provinois depuis le 1er août 2023.

### Parc de véhicules

#### Dépôts
Les dépôts ont pour mission de remiser les différents véhicules, mais également d'assurer leur entretien préventif et curatif. L'entretien curatif ou correctif a lieu quand une panne ou un dysfonctionnement est signalé par un machiniste.
Le nouvel exploitant récupère les Centres Opérationnels Bus (COB) de Provins, Nangis, Villiers-Saint-Georges, Donnemarie-Dontilly et Fontaine-Fourches.

#### Détails du parc
Le réseau de bus Provinois - Brie et Seine dispose d'un parc composé de minibus, autobus standards et autocars interurbains :

#### Minibus
| Constructeur  | Modèle               | Nombre | Numéros de parc           | Période de mise en service          | Affectations           | Observations                       |
| ------------- | -------------------- | ------ | ------------------------- | ----------------------------------- | ---------------------- | ---------------------------------- |
| Indcar        | Mobi                 | 1      | 236004                    | Depuis Octobre 2019                 | 3208                   | Ex-ProCars depuis le 1er août 2023 |
| Indcar        | Mobi LE              | 3      | 234001-234003             | Entre Juillet 2018 et Décembre 2019 | 3208 3216              | Ex-ProCars depuis le 1er août 2023 |
| Mercedes-Benz | Sprinter Transfer 45 | 3      | 23073-23075               | Entre Juin 2022 et Août 2023        | Transport à la Demande | -                                  |
| Renault       | Trafic III           | 8      | 99075-99080 ; 99084-99085 | Entre Février 2020 et Juin 2023     | Transport à la Demande | -                                  |

#### Autobus standards
| Constructeur | Modèle      | Nombre | Numéros de parc       | Période de mise en service           | Affectations        | Observations                                                                                                   |
| ------------ | ----------- | ------ | --------------------- | ------------------------------------ | ------------------- | --- |
| Iveco Bus    | Urbanway 12 | 3      | 23069 ; 231087-231088 | Entre Septembre 2014 et Octobre 2014 | 3207 3208 3209 3212 | 23069 : Ex-Les Courriers Rhodaniens depuis le 1er août 2023 231087-231088 : Ex-ProCars depuis le 1er août 2023 |
| Setra        | S 415 NF    | 3      | 23070-23072           | Entre Septembre 2011 et Octobre 2012 | 3207 3208 3209      | Ex-STIVO depuis le 1er août 2023                                                                               |

#### Autocars interurbains
| Constructeur     | Modèle              | Nombre | Numéros de parc                                                                                          | Période de mise en service          | Affectations | Observations |
| ---------------- | ------------------- | ------ | --- | ----------------------------------- | --- | --- |
| Fast Concept Car | Scoler 3            | 6      | 237304-237309                                                                                            | Entre Octobre 2008 et Mai 2009      | 3246 3247 | Ex-ProCars depuis le 1er août 2023 |
| Irisbus          | Crossway            | 27     | 237287-237294 ; 237311-237320 ; 237322-237330                                                            | Entre Novembre 2008 et Février 2014 | 3201 3202 3203 3207 3210 3211 3212 3213 3215 3218 3240 3241 3242 3243 3244 3245 3246 3247 3248 3249 3250 3252 3253 3256 3257 3258 3260 3261 7704 7705 7707      | 237287-237294 : Ex-Les Cars Moreau depuis le 1er août 2023 237311-237320, 237322-237330 : Ex-ProCars depuis le 1er août 2023                                                       |
| Irisbus          | Evadys H            | 1      | 237331                                                                                                   | Depuis Février 2014                 | 3210 3213 3261 | Ex-ProCars depuis le 1er août 2023 |
| Iveco Bus        | Crossway High Value | 2      | 227156-227157                                                                                            | Depuis Décembre 2017                | 3213 3218 3246 3247 3248 3249 3261 | Ex-Transdev CEAT depuis le 1er août 2023 |
| Iveco Bus        | Crossway Line       | 28     | 237296 ; 237298 ; 237301-237302 ; 237332-237341 ; 237349 ; 237363-237365 ; 237381-237383 ; 237386-237392 | Entre Avril 2014 et Octobre 2020    | 3201 3202 3203 3204 3211 3213 3215 3217 3218 3240 3241 3242 3243 3244 3245 3246 3247 3248 3249 3250 3251 3252 3253 3255 3257 3258 3260 3261 3262 7704 7705 7707 | 237296, 237298, 237301-237302 : Ex-Les Cars Moreau depuis le 1er août 2023 237332-237341, 237349, 237363-237365, 237381-237383, 237386-237392 : Ex-ProCars depuis le 1er août 2023 |
| Iveco Bus        | Crossway Line NP    | 30     | 237001-237009 ; 247001-247013 ; 237119-237126                                                            | Entre Mars 2023 et Décembre 2024    | 3212 3217 3246 3247 3249 7704 7705 7707 | 237001-237009 : Ex-ProCars depuis le 1er août 2023 |
| Iveco Bus        | Crossway Pro        | 11     | 237342-237347 ; 237350-237354                                                                            | Entre Avril 2015 et Mai 2018        | 3201 3202 3203 3210 3213 3240 3241 3242 3243 3244 3245 3250 3251 3252 3253 3255 3257 3258 3260 3262 7704 7705                                                   | Ex-ProCars depuis le 1er août 2023 |
| Iveco Bus        | Evadys              | 14     | 237355 ; 237358 ; 237362 ; 237366-237372 ; 237384-237385 ; 237393-237394                                 | Entre Juin 2018 et Décembre 2020    | 3210 3211 3212 3213 3246 3247 3248 3249 3261 3262 7704 7705 7707                                                                                                | Ex-ProCars depuis le 1er août 2023 |
| MAN              | Lion's Coach R07    | 1      | 66 | Depuis Juin 2014                    | En réserve | Ex-PNA-Aérial depuis le 1er août 2023 |
| Mercedes-Benz    | Intouro II E        | 8      | 23085-23091                                                                                              | Entre Juillet 2010 et Juillet 2011  | 3211 3212 3215 3246 3247 3248 3249 7704 7705 | Ex-Cars Grisel depuis le 1er août 2023 |
| Mercedes-Benz    | Intouro II L        | 2      | 237299-237300                                                                                            | Entre Février 2018 et Mars 2018     | 3201 3202 3203 3240 3241 3242 3243 3244 3245 3250 3252 3253 3257 3258 3260                                                                                      | Ex-Les Cars Moreau depuis le 1er août 2023 |
| Mercedes-Benz    | Intouro II M        | 3      | 237295 ; 237297 ; 237303                                                                                 | Entre Octobre 2014 et Février 2020  | 3201 3202 3203 3211 3240 3241 3242 3243 3244 3245 3250 3252 3253 3257 3258 3260                                                                                 | Ex-Les Cars Moreau depuis le 1er août 2023 |
| Setra            | S 531 DT            | 3      | 238007 ; 238009-238010                                                                                   | Depuis Novembre 2020                | 7705 7707 | 238007 et 238009 : Ex-Cars Hourtoule depuis le 1er août 2023 208010 : Ex-Cars Hourtoule depuis le 1er septembre 2023                                                               |

### Tarification et fonctionnement

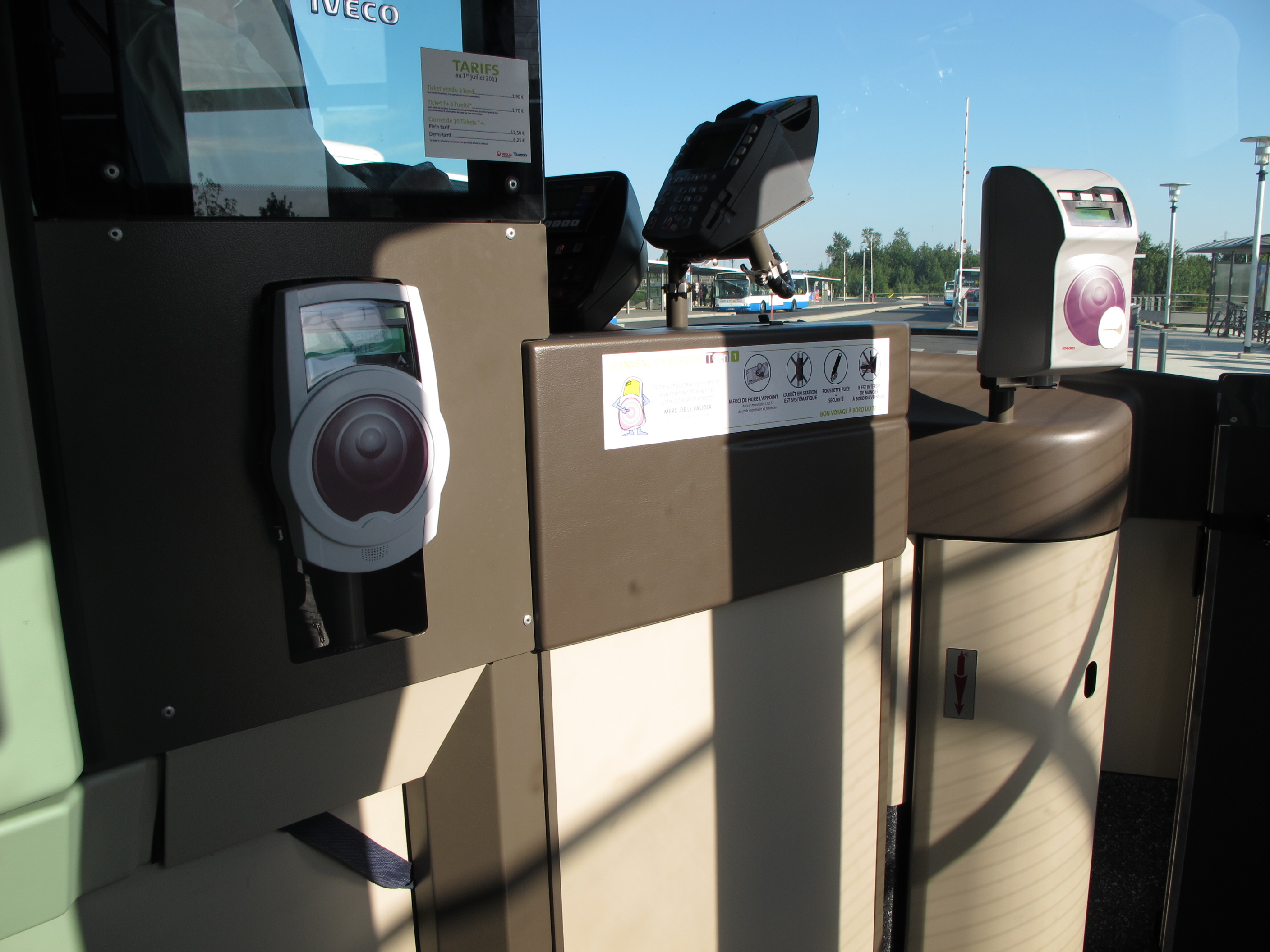
Validateurs pour passes Navigo (à gauche) et pour tickets carton (à droite) présents dans les bus et tramway.

La tarification des lignes d'autobus d'Île-de-France est unifiée et accessible avec les mêmes abonnements. Un ticket « bus-tram », qui remplace le ticket t+ au 1er janvier 2025, permet un trajet simple quelle que soit la distance, avec une ou plusieurs correspondances possibles avec les autres lignes de bus et de tramway pendant une durée maximale de 1 h 30 entre la première et dernière validation. En revanche, un ticket validé dans un bus ne permet pas d'emprunter le métro, ni le Transilien et le RER. Les lignes Orlybus et Roissybus, assurant de façon directe les dessertes aéroportuaires via autoroute, disposent d'une tarification spécifique mais sont accessibles avec les abonnements habituels.
Les tarifs des billets et abonnements dont le montant est limité par décision politique ne couvrent pas les frais réels de transport. Le manque à gagner est compensé par l'autorité organisatrice, Île-de-France Mobilités, présidée depuis 2005 par le président du conseil régional d'Île-de-France et composé d'élus locaux. Elle définit les conditions générales d'exploitation ainsi que la durée et la fréquence des services. L'équilibre financier du fonctionnement est assuré par une dotation globale annuelle aux transporteurs de la région grâce au versement mobilité payé par les entreprises et aux contributions des collectivités publiques.